# Saison 4 d'American Horror Story
Chronologie
Saison 3 : Coven Saison 5 : Hotel
Cet article présente les treize épisodes de la quatrième saison de la série télévisée d’anthologie horrifique American Horror Story, diffusée sur la chaîne de télévision FX aux États-Unis en simultané sur FX Canada au Canada. Elle a été lancée le 8 octobre 2014.
La saison, qui prend place en 1952 dans la ville de Jupiter en Floride, raconte l’histoire de l’une des dernières expositions d'êtres humains les plus résistantes d’Amérique et de la lutte menée par ses artistes pour sa survie.
La liste des membres de la distribution présents, également issus des précédentes saisons de la série, inclut Jessica Lange, Evan Peters, Denis O'Hare, Frances Conroy, Sarah Paulson, Jamie Brewer, Naomi Grossman, Emma Roberts, Kathy Bates, Angela Bassett, Gabourey Sidibe, Ben Woolf et Grace Gummer.

## Synopsis
La quatrième saison est centrée sur le cabinet de curiosités d'Elsa Mars, prenant place en 1952, à Jupiter, en Floride.
Elle se concentre autour de l’une des foires aux monstres les plus subsistantes des années 1950 et du dévouement de ses membres qui font tout pour maintenir leur gagne-pain conséquent. Dirigée par Elsa Mars, la troupe se compose d'une femme à barbe, Ethel ; de son fils Jimmy, possédant des mains de homards ; de Paul, un homme aux bras mal-formés ; de Suzi, une femme dont le corps s'arrête au ventre ; d'un homme souffrant de nanisme, Meep ; d'une femme microcéphale et de son mari, Pepper et Salty ; de la plus petite femme au monde Mahadevi "Ma Petite" Patel  ; d'au contraire une femme mesurant plus de deux mètres, Amazon Eve ; et de plus récemment Bette et Dorothy Tattler, des siamoises à deux têtes ; Wendell Toledo, l'homme le plus fort du monde ; et de sa femme à trois seins, Desiree Dupree.
Alors que le succès de la troupe s'estompe, Stanley dit monsieur Spencer, homme d'affaires, et Maggie Esmeralda, diseuse de bonne aventure, s'invitent sur les terres de la troupe.
En parallèle, un clown meurtrier du nom de Twisty auquel la vie n'a pas fait de cadeau, devient momentanément l'employé de la psychotique famille Mott.
L'engouement se formant autour du Fräulein Elsa Mars coïncide avec l’étrange apparition d’une sombre entité qui menace sauvagement la vie des habitants de la ville et des forains, semant la terreur sur le petit hameau endormi qu'est Jupiter.

## Distribution

### Acteurs principaux
- Sarah Paulson (VF : Mélody Dubos) : Bette & Dorothy 'Dot' Tattler
- Evan Peters (VF : Hervé Grull) : Jimmy Darling
- Michael Chiklis (VF : Patrick Floersheim) : Wendell 'Dell' Toledo
- Frances Conroy (VF : Anne Rochant) : Gloria Mott
- Denis O'Hare (VF : Nicolas Marié) : Stanley
- Emma Roberts (VF : Marie Facundo) : Maggie Esmerelda
- Finn Wittrock (VF : Mathias Kozlowski) : Dandy Mott
- Angela Bassett (VF : Maïk Darah) : Desiree Dupree
- Kathy Bates (VF : Denise Metmer) : Ethel Darling
- Jessica Lange (VF : Béatrice Delfe) : Elsa Mars

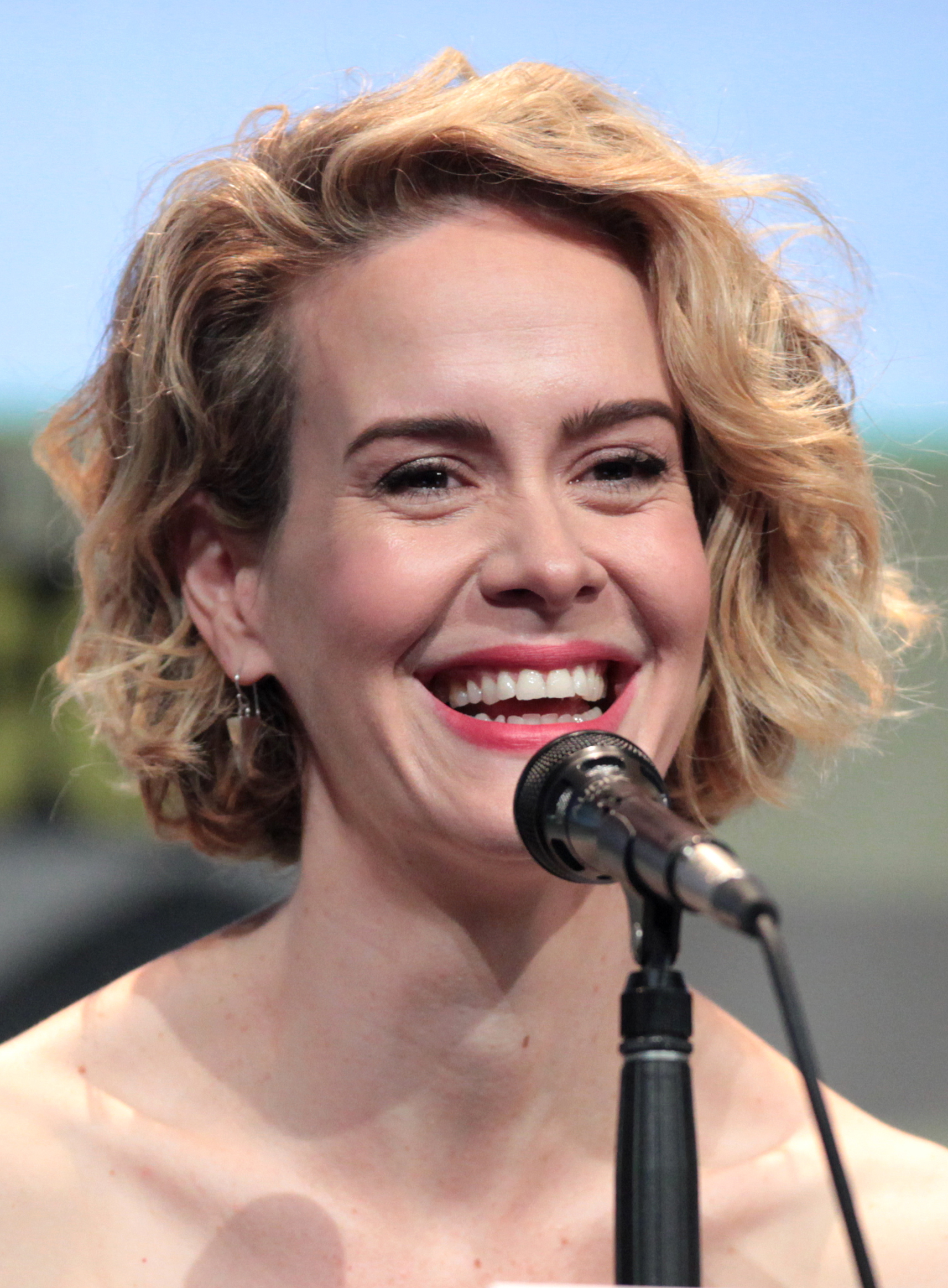
Sarah Paulson dans les rôles de Bette et Dot Tattler
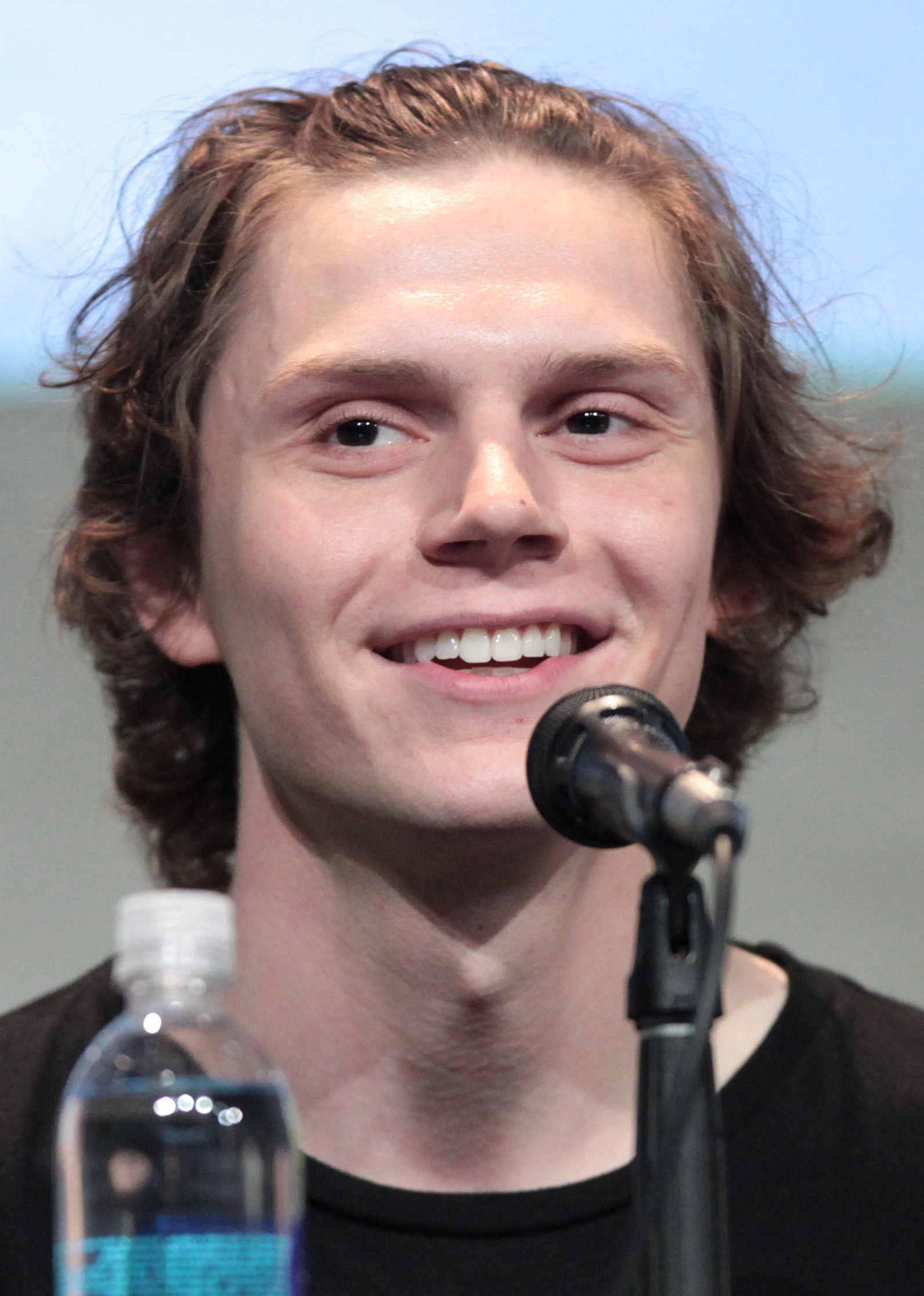
Evan Peters dans le rôle de Jimmy Darling
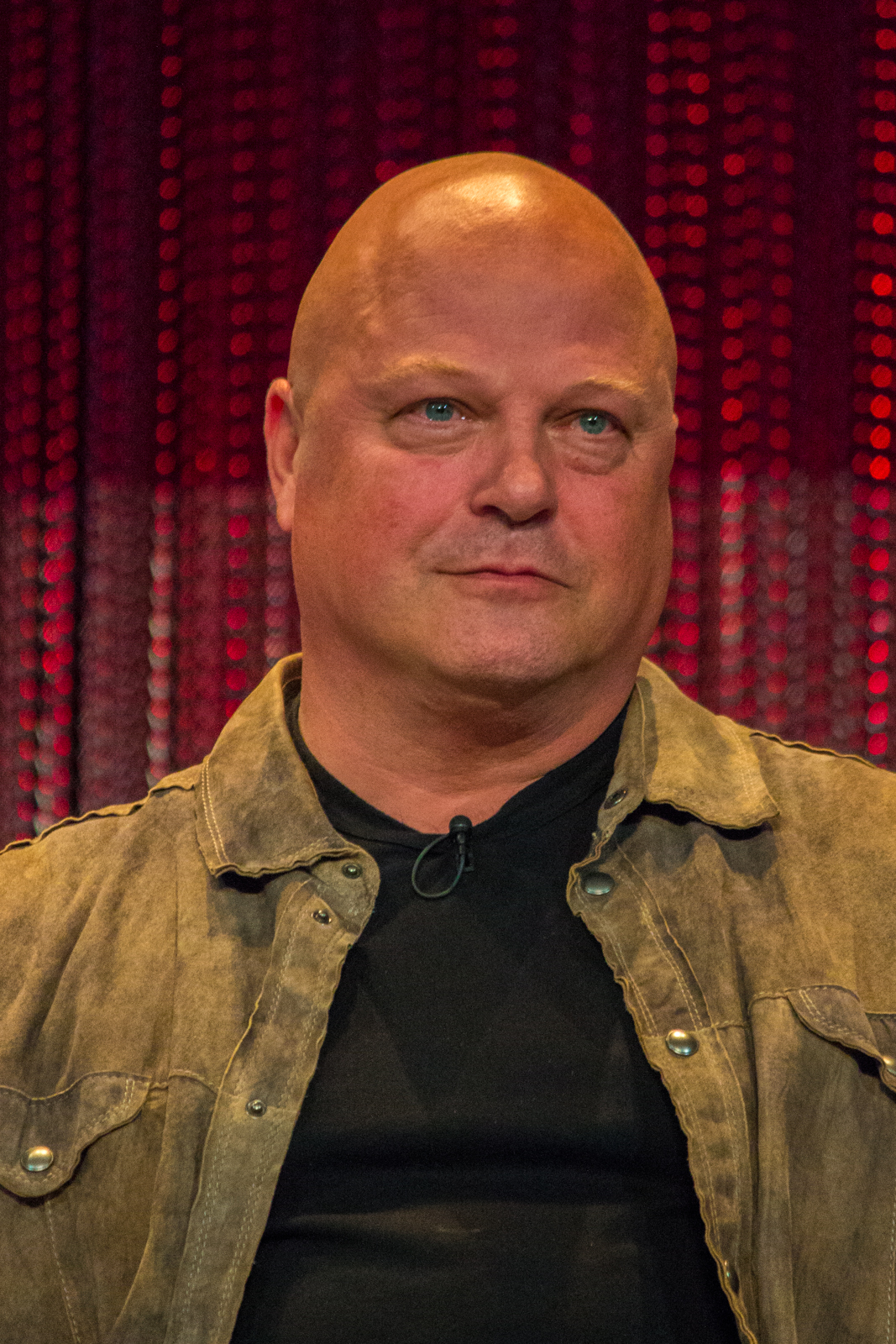
Michael Chiklis dans le rôle de Wendell Toledo
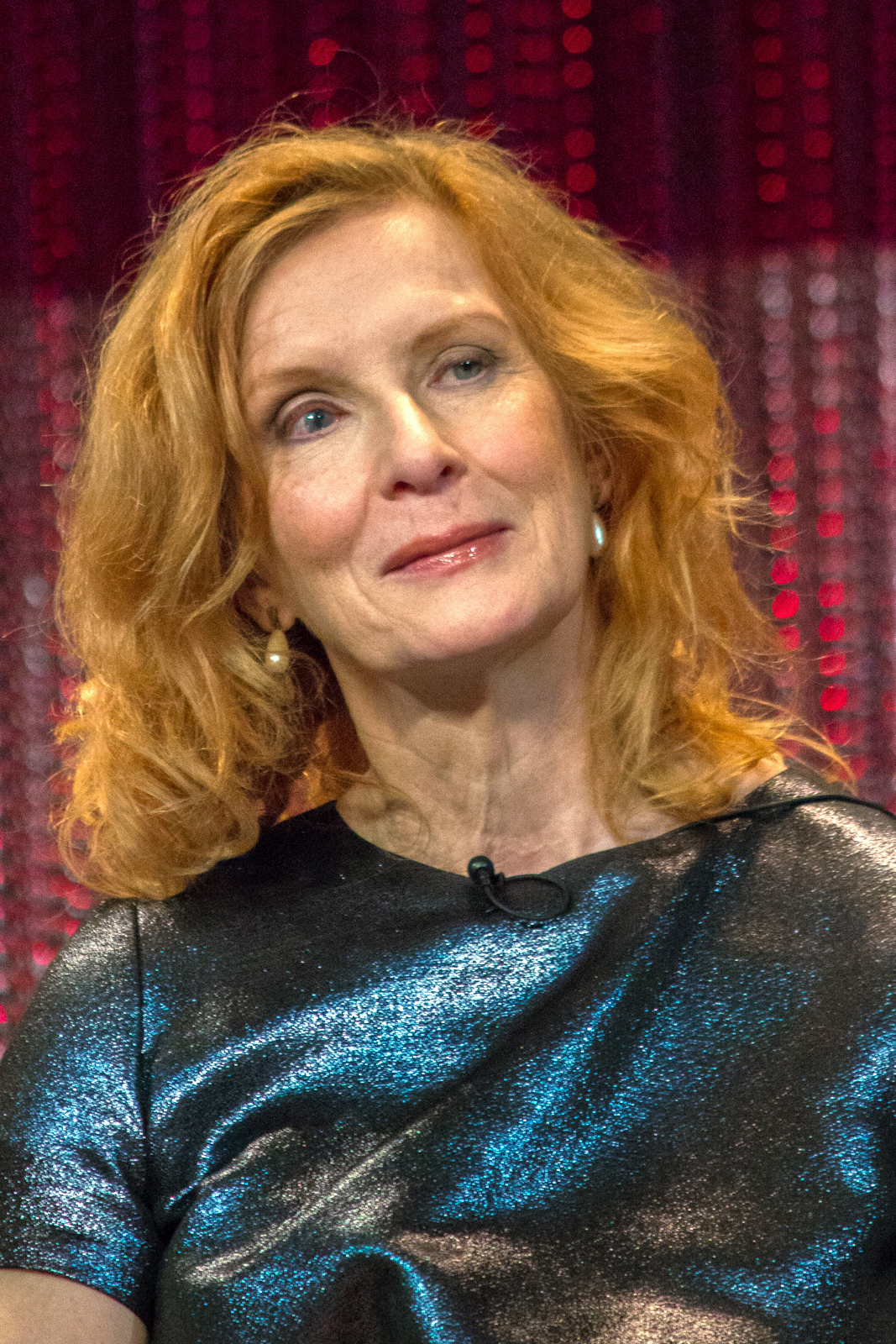
Frances Conroy dans le rôle de Gloria Mott
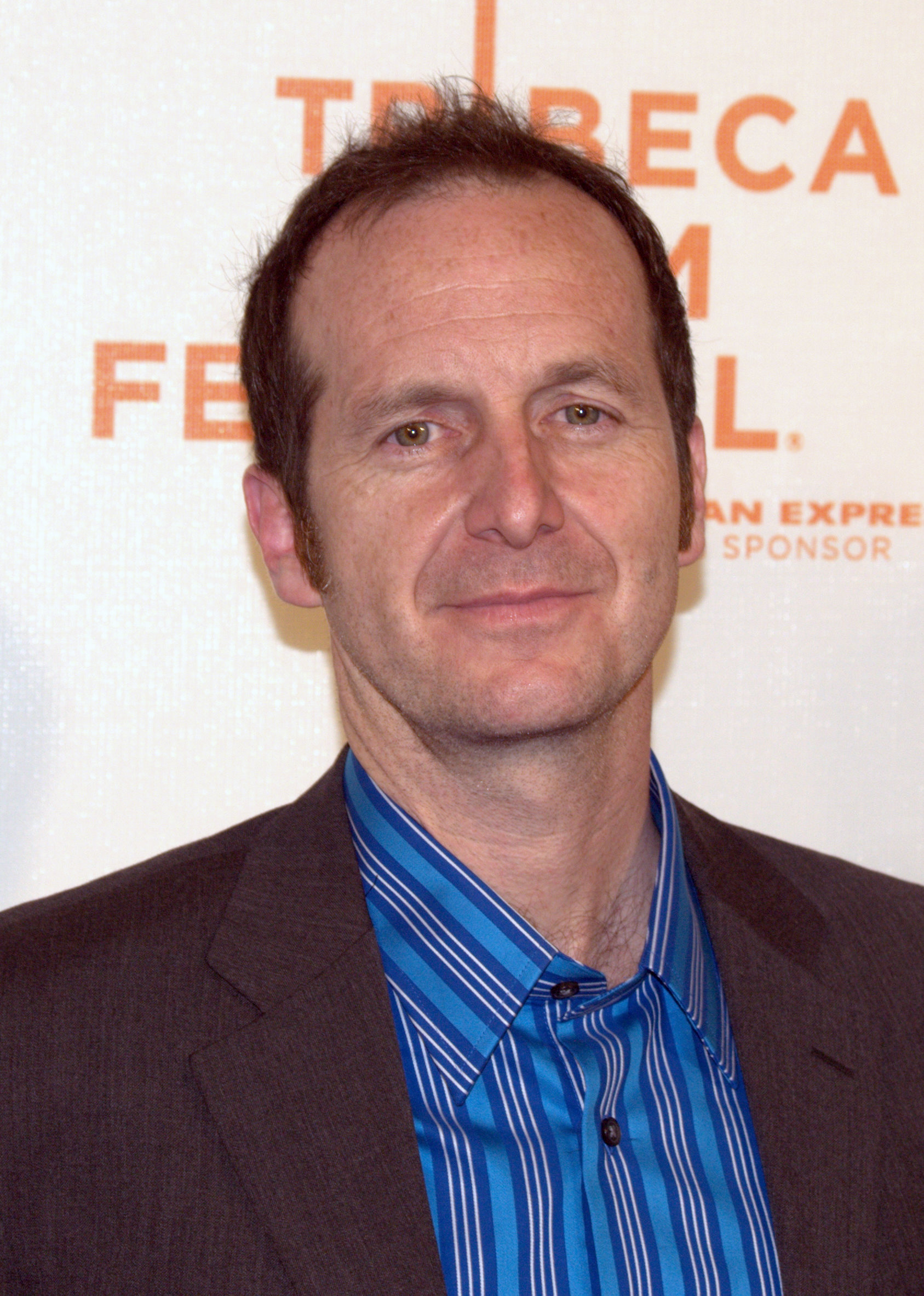
Denis O'Hare dans le rôle de Stanley / Richard Spencer
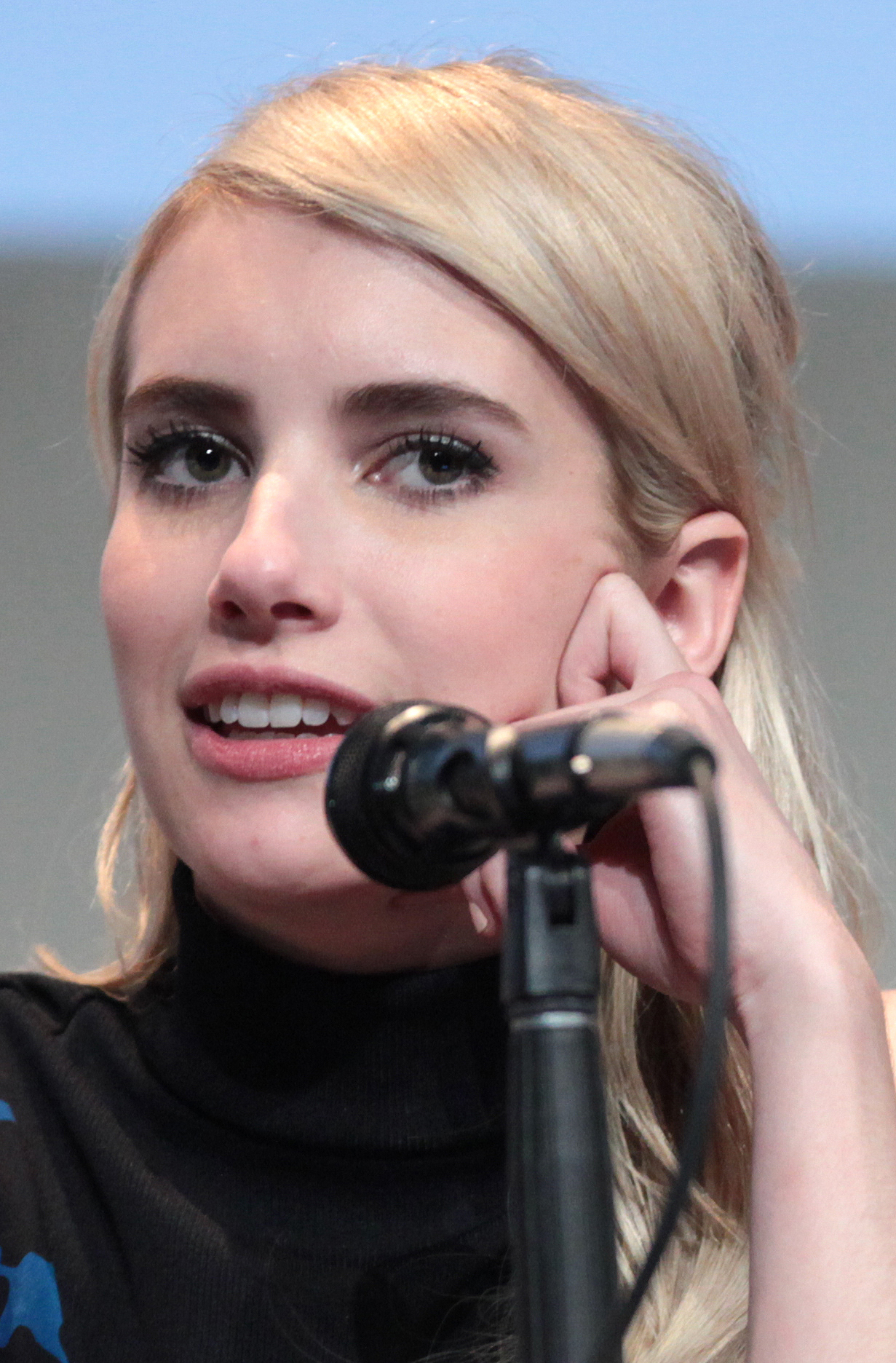
Emma Roberts dans le rôle de Maggie Esmerelda / Mystic Ms. Esmeralda
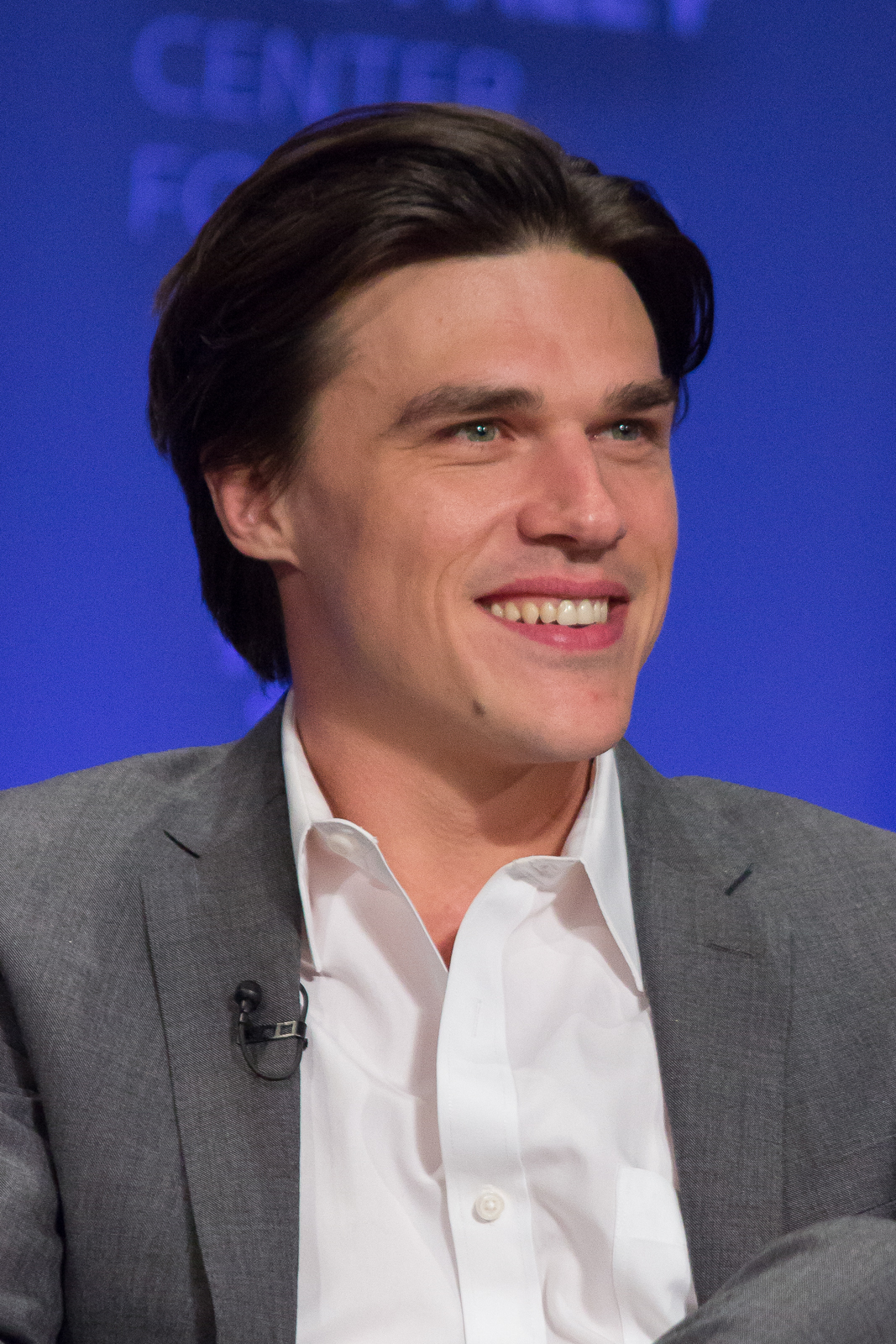
Finn Wittrock dans le rôle de Dandy Mott
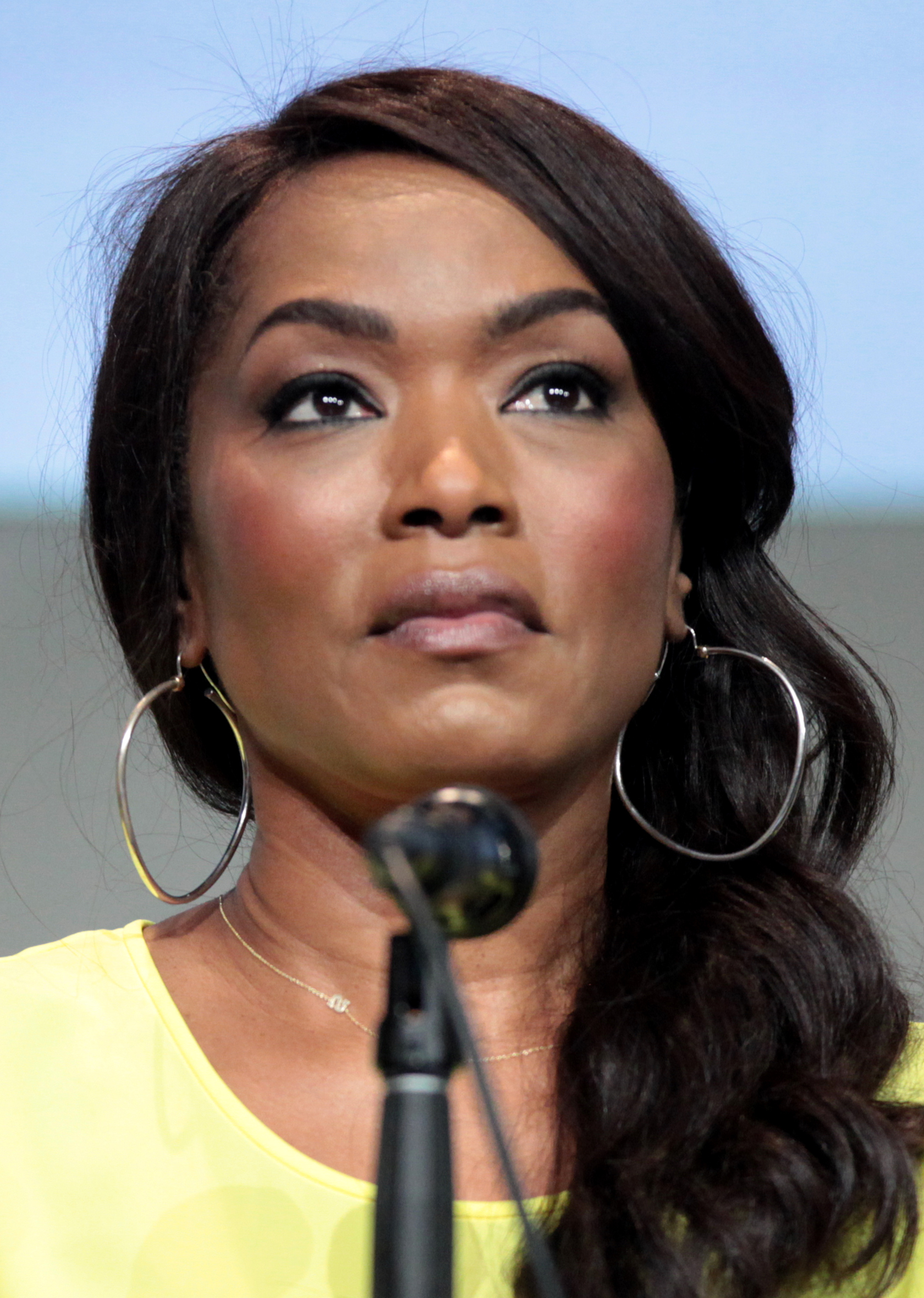
Angela Bassett dans le rôle de Desiree Dupree
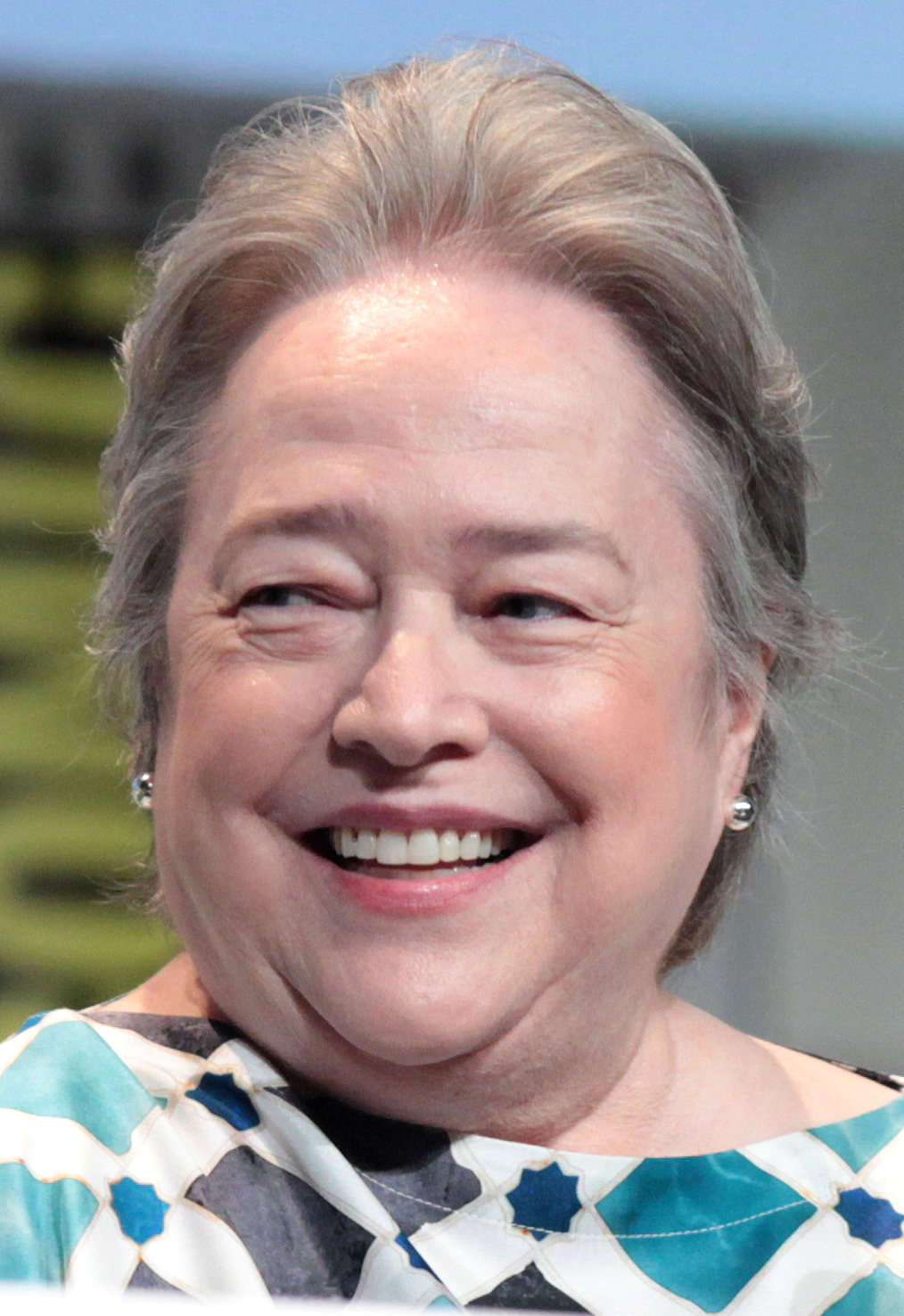
Kathy Bates dans le rôle de Ethel Darling
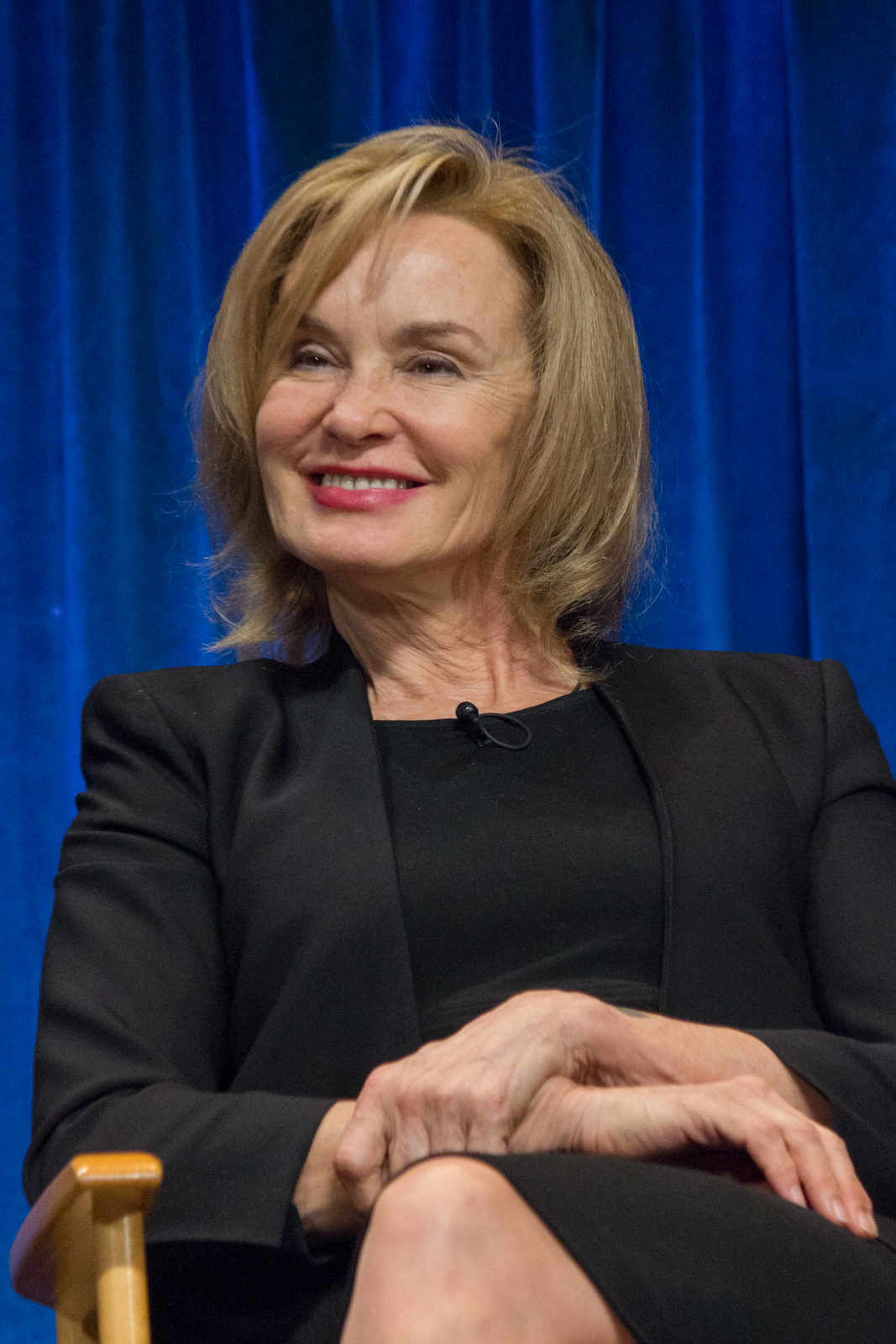
Jessica Lange dans le rôle de Elsa Mars

### Acteurs récurrents
- John Carroll Lynch (VF : Jean-François Aupied) : Twisty le Clown
- Grace Gummer (VF : Christèle Billault) : Penny
- Skyler Samuels (VF : Alice Taurand) : Bonnie Lipton
- Naomi Grossman (VF : Cécile Marmorat) : Pepper
- Patti LaBelle (VF : Evelyne Grandjean) : Dora Ross
- Jyoti Amge (VF : Lucille Boudonnat) : Mahadevi "Ma Petite" Patel
- Celia Weston (VF : Ève Lorach) : Mademoiselle Lillian Hennings
- Erika Ervin (VF : Anne Broussard) : Amazon Eve
- Mat Fraser (VF : Sébastien Finck) : Paul
- Rose Siggins (VF : Nathalie Duverne) : Suzi
- Major Dodson (VF : Marie Giraudon) : Corey Bachman
- Ben Woolf : Meep
- Christopher Neiman : Salty
- Gabourey Sidibe (VF : Véronique Alycia) : Regina Ross

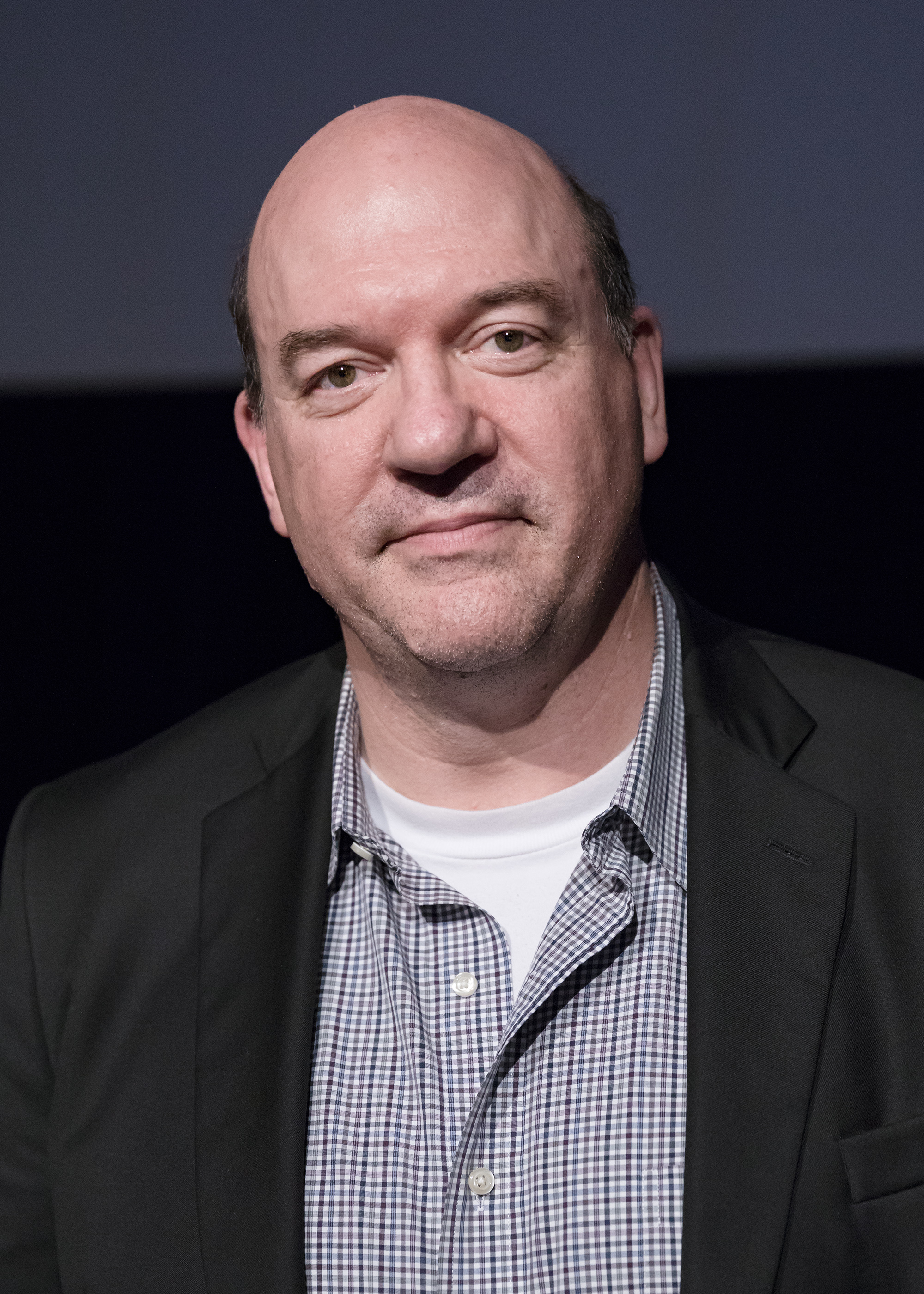
John Carroll Lynch interprète Twisty le Clown
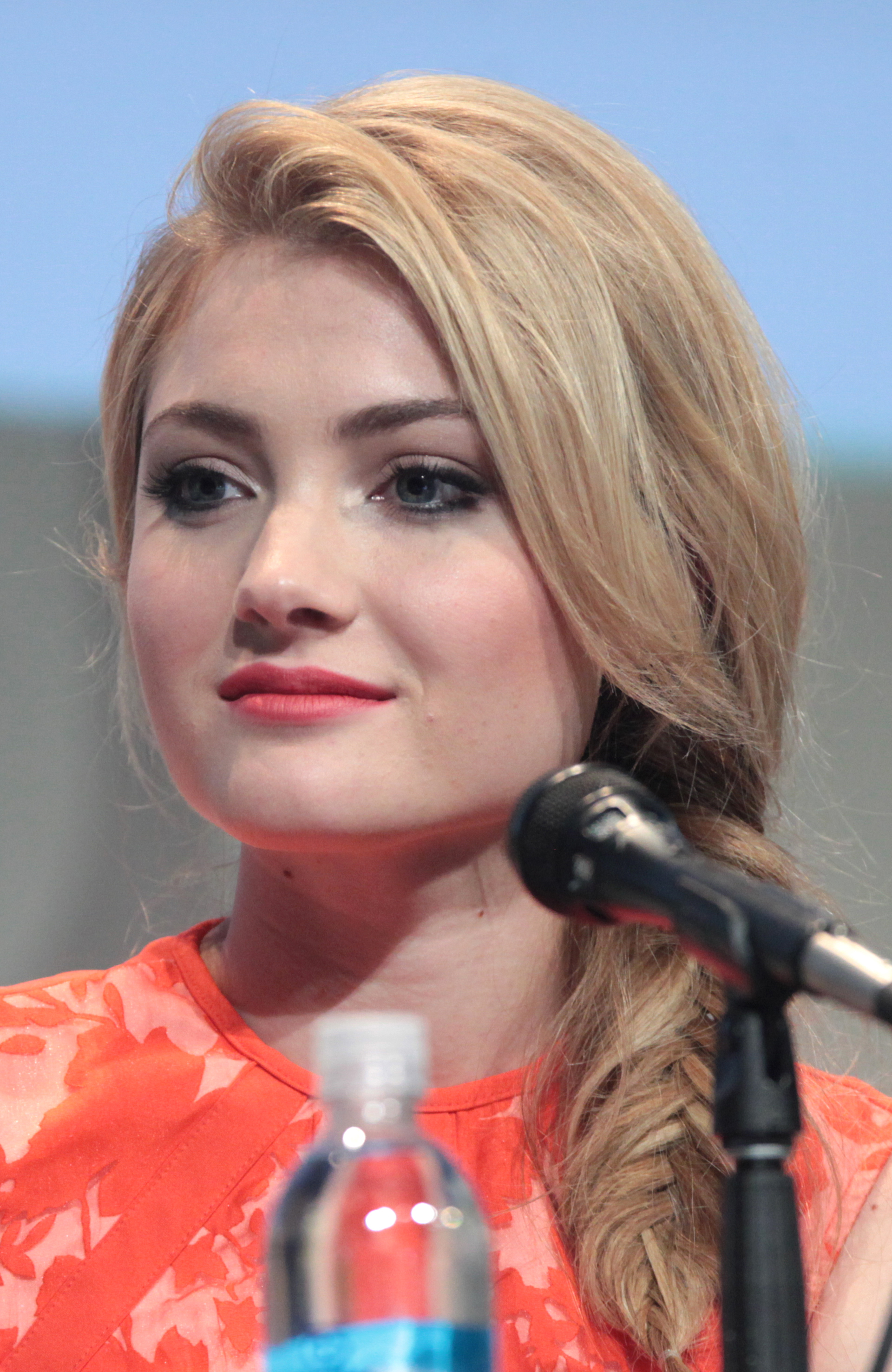
Skyler Samuels interprète Bonnie Lipton
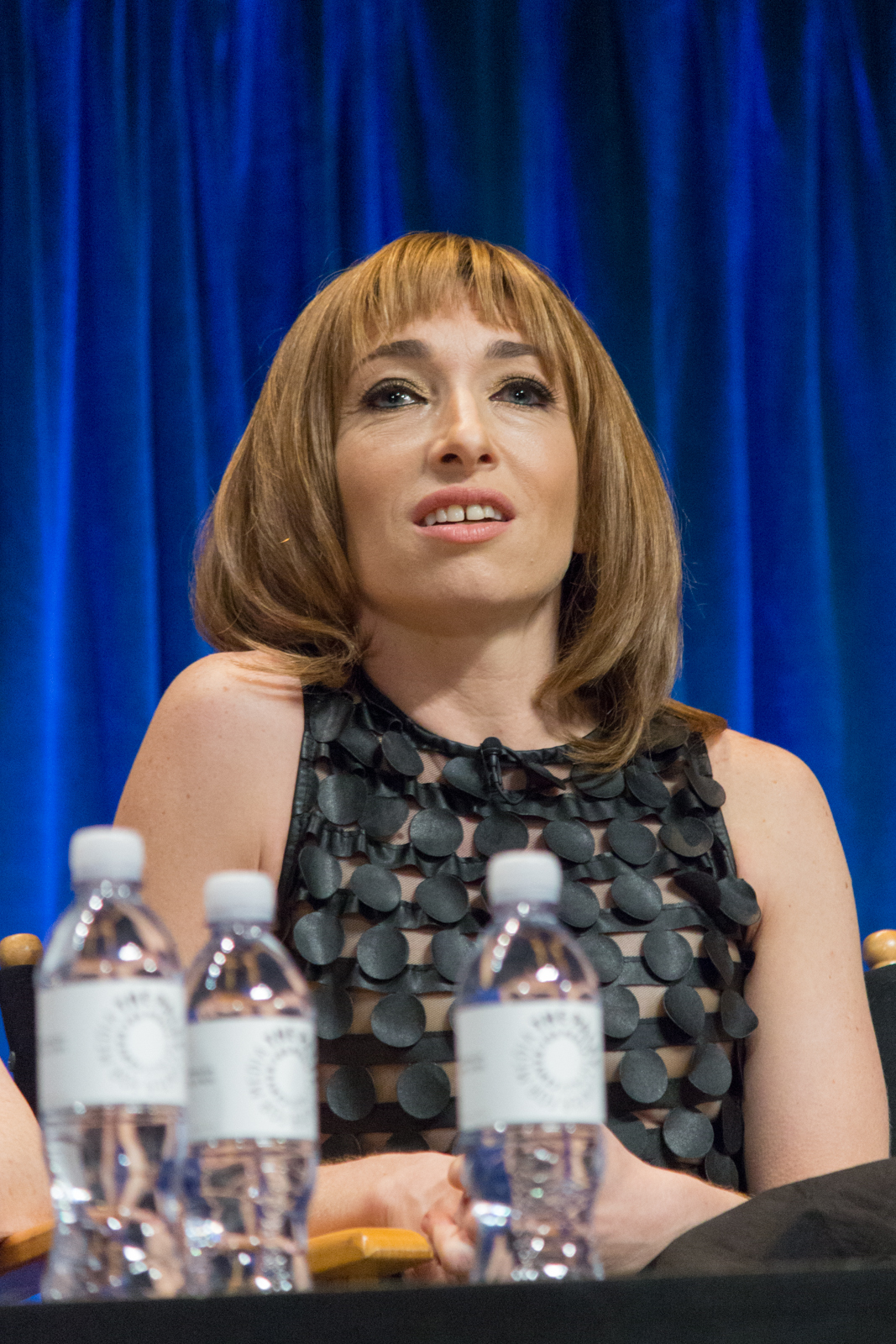
Naomi Grossman interprète Pepper
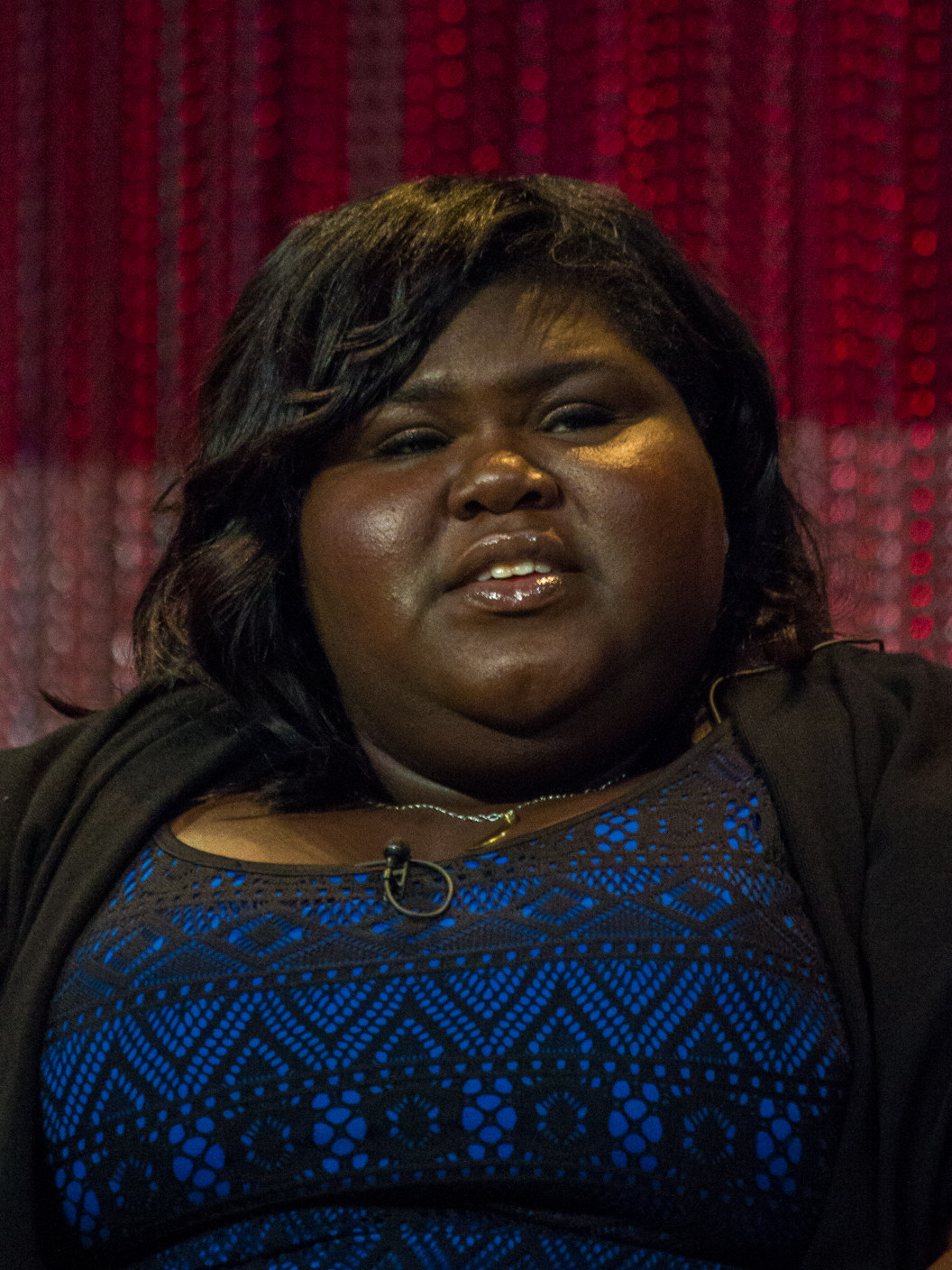
Gabourey Sidibe interprète Regina Ross
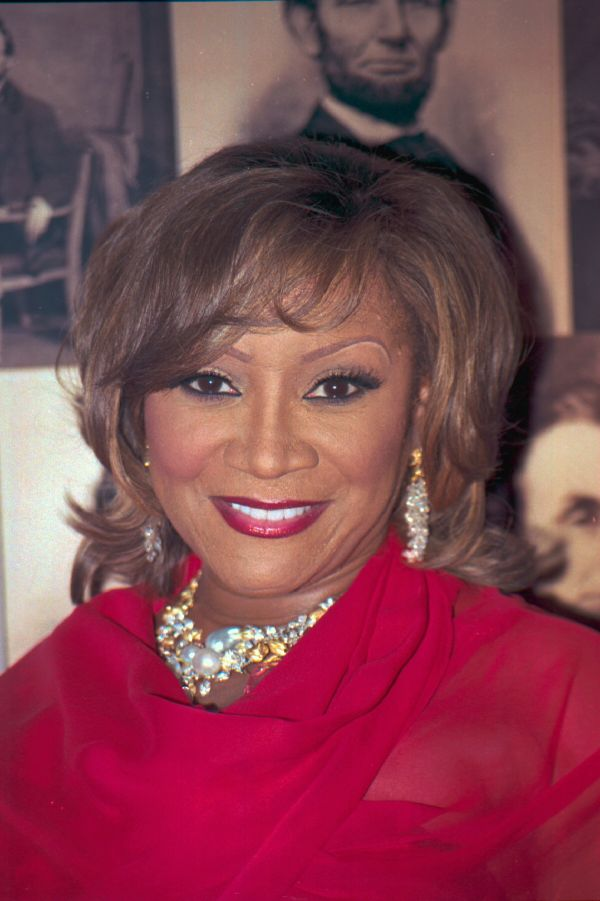
Patti LaBelle interprète Dora Ross
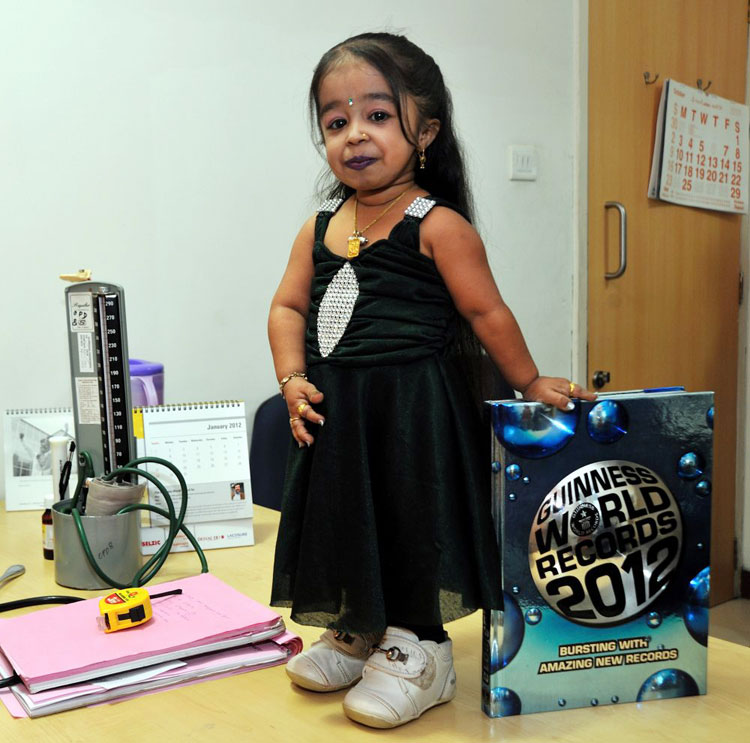
Jyoti Amge interprète Mahadevi "Ma Petite" Patel
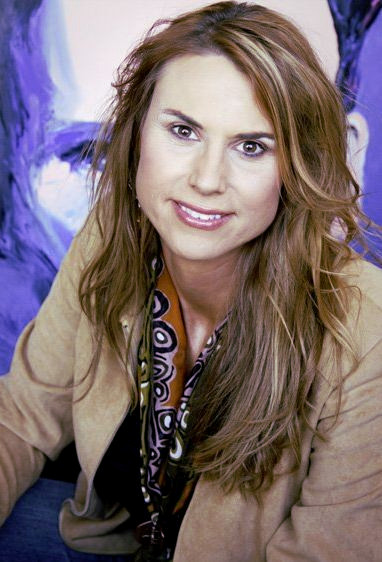
Erika Ervin dans le rôle de Amazone Eve

### Acteurs secondaires
- Ann McKenzie : Eudora Tattler
- Edward Gelhaus : Wendell 'Dell' Toledo jeune
- Kazue Fukiishi : Takako
- Ramona Tyler : Mildred Bachman
- Lee Tergesen (VF : Mathieu Buscatto) : Vince, le père de Penny
- Drew Rin Varick : Toulouse
- Chrissy Metz (VF : Sandra Parra) : Barbara
- Andrew Duplessie : Troy Miller
- P.J. Marshall (VF : Laurent Morteau) : Inspecteur Colquitt
- Malcolm-Jamal Warner (VF : Namakan Koné) : Angus T. Jefferson

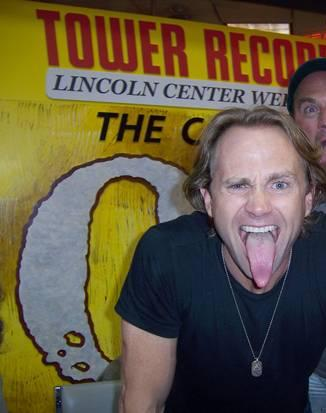
Lee Tergesen dans le rôle de Vince
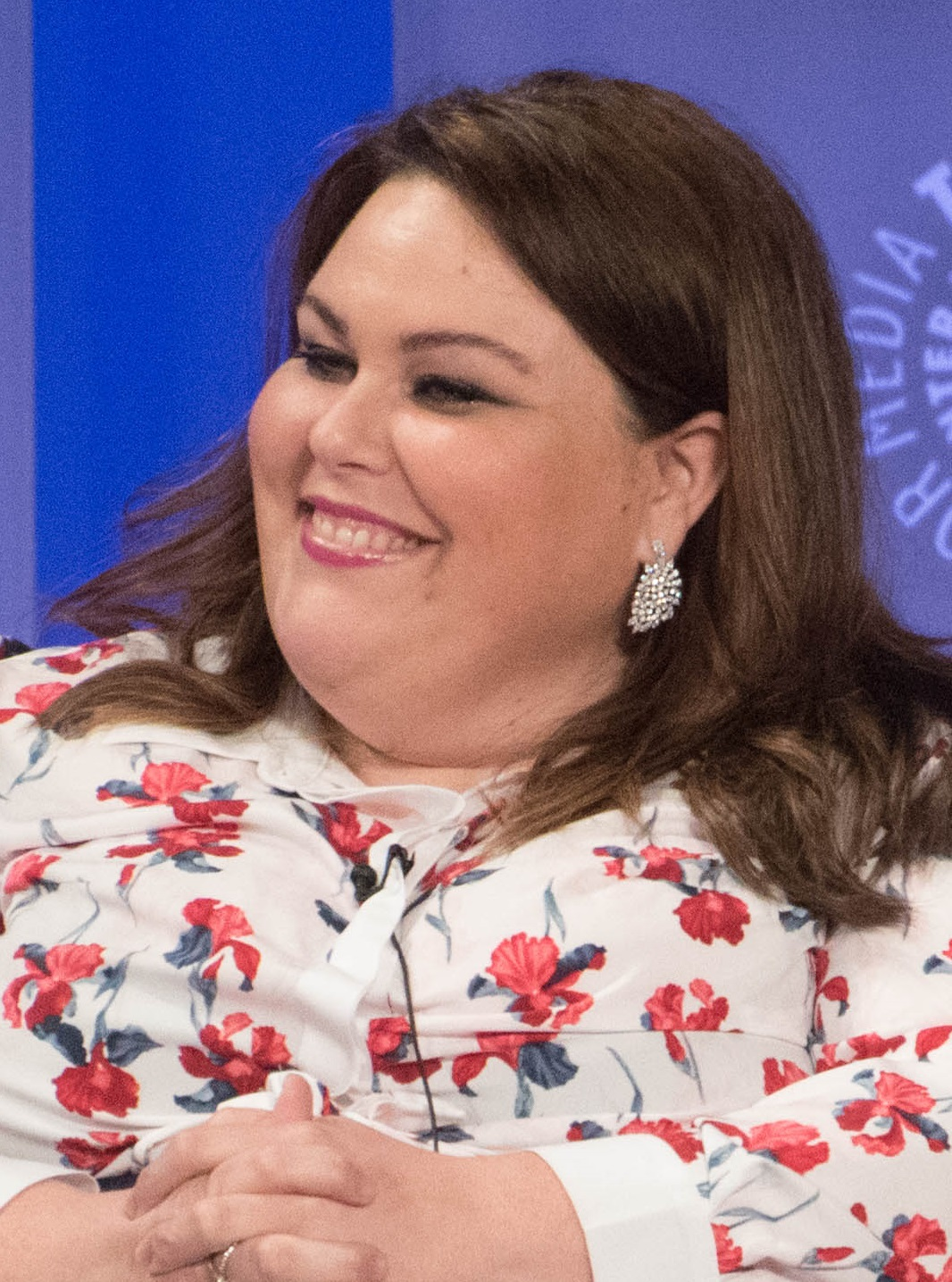
Chrissy Metz interprète Barbara
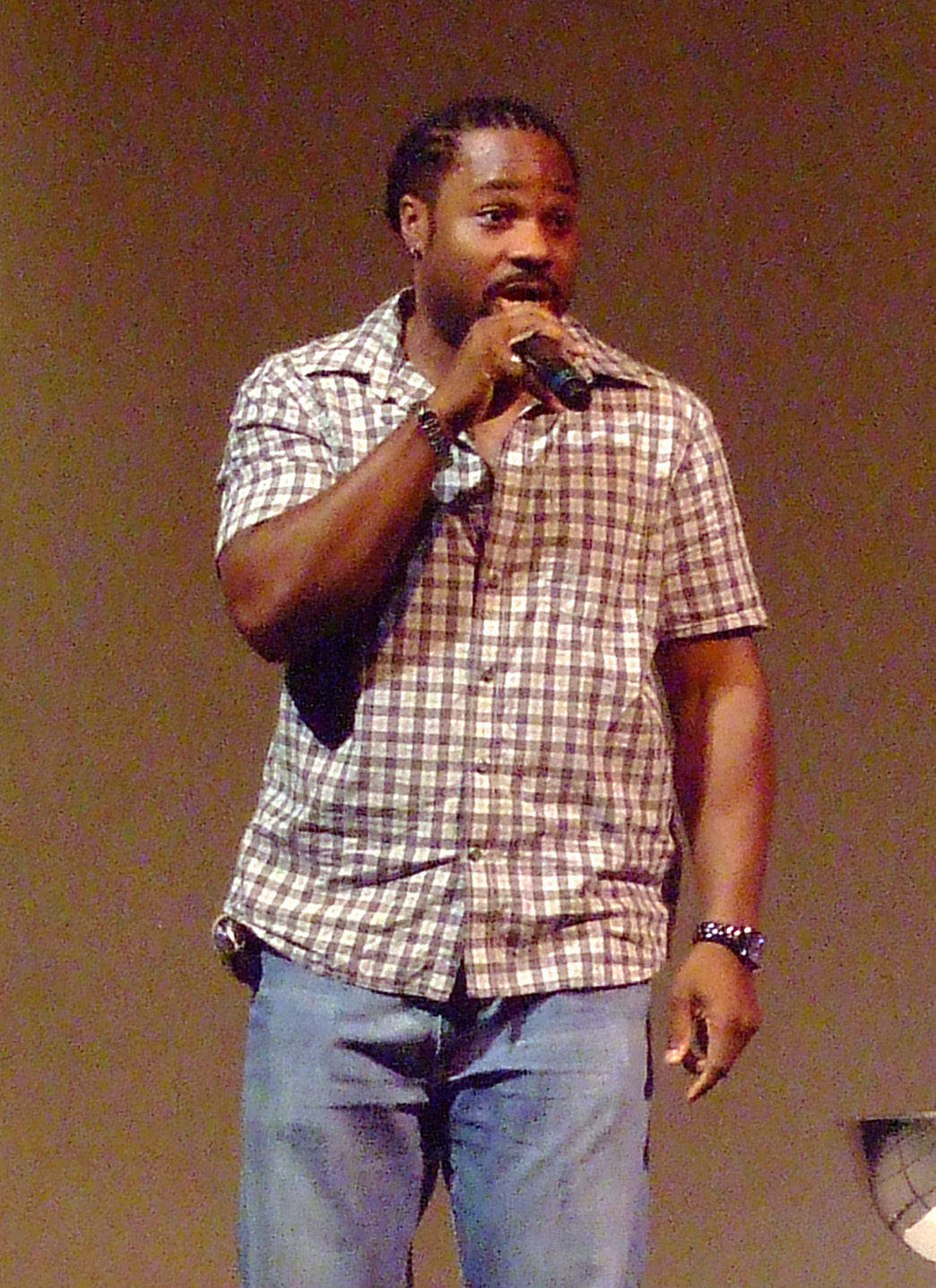
Malcolm-Jamal Warner interprète Angus T. Jefferson

### Invités spéciaux
- Wes Bentley (VF : Damien Boisseau) : Edward Mordrake (épisodes 3, 4 et 13)
- Matthew Bomer (VF : Jérémy Bardeau) : Andy (épisode 5)
- Danny Huston (VF : Gabriel Le Doze) : Massimo Dolcefino (épisodes 8 et 13)
- Lily Rabe (VF : Anne O'Dolan) : Sœur Mary Eunice McKee (épisode 10)
- Mare Winningham (VF : Marie-Laure Beneston) : Rita Gayheart (épisode 10)
- Angela Sarafyan (VF : Cécile Marmorat) : Alice (épisode 11)
- Neil Patrick Harris (VF : Vincent Ropion) : Chester Creb (épisodes 11, 12 et 13)
- Jamie Brewer (VF : Brigitte Lecordier) : Marjorie (épisodes 11 et 12)

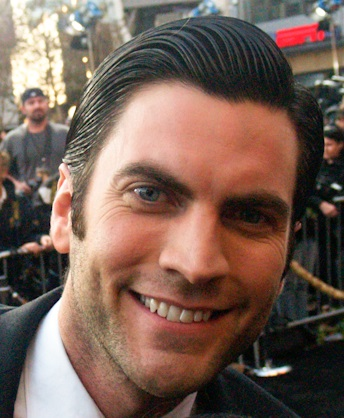
Wes Bentley dans le rôle d'Edward Mordarke
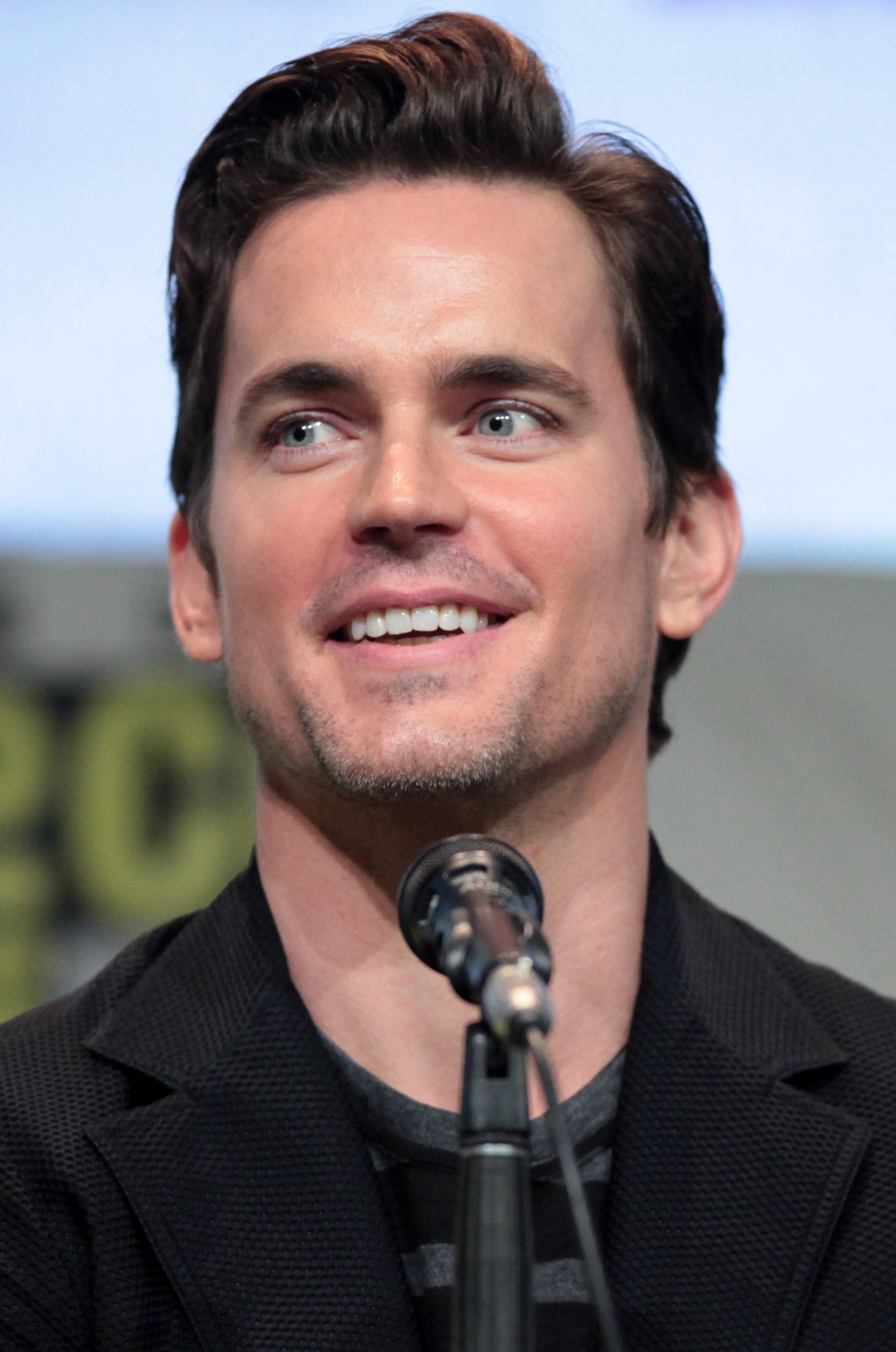
Matthew Bomer dans le rôle d'Andy
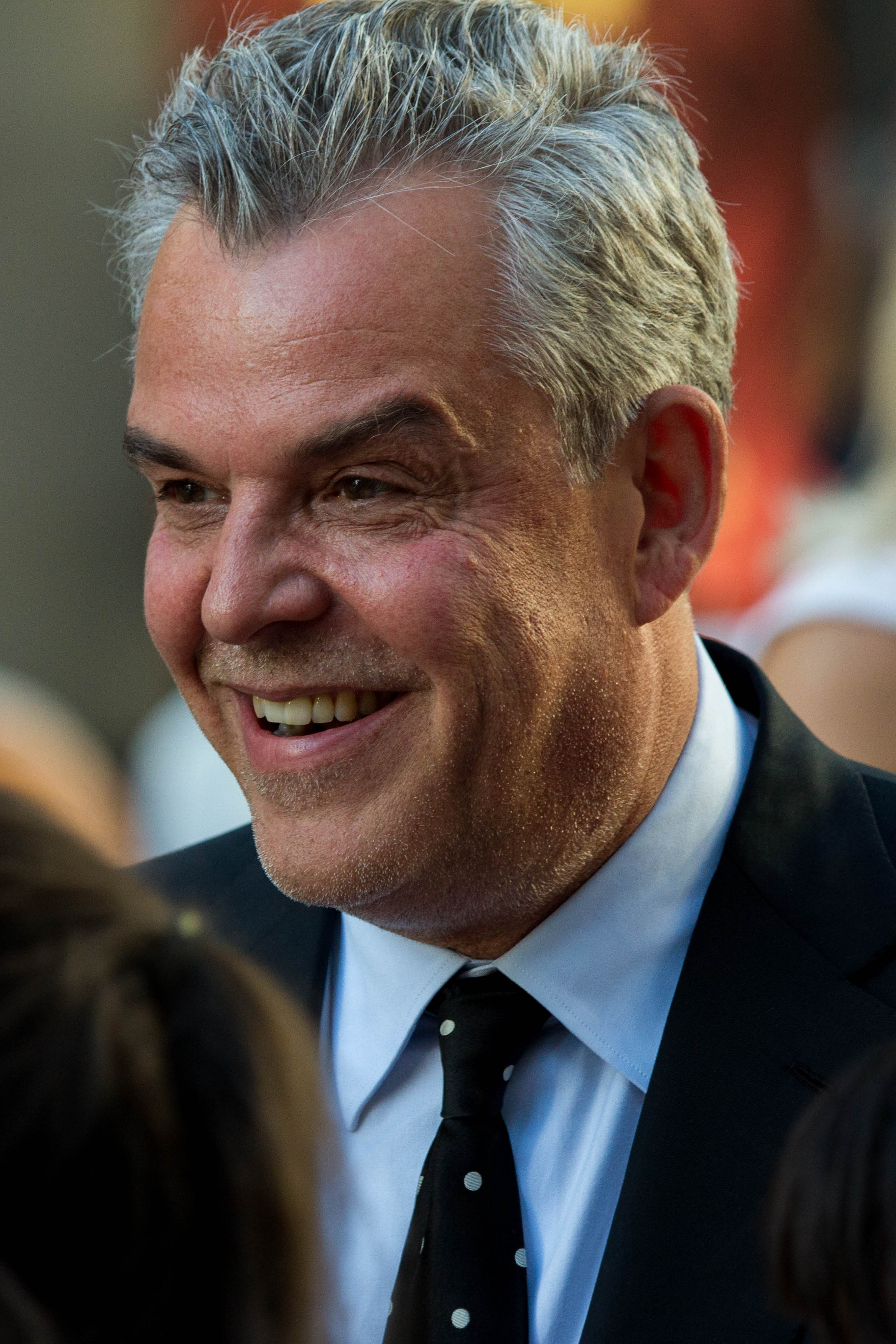
Danny Huston dans le rôle de Massimo Dolcefino
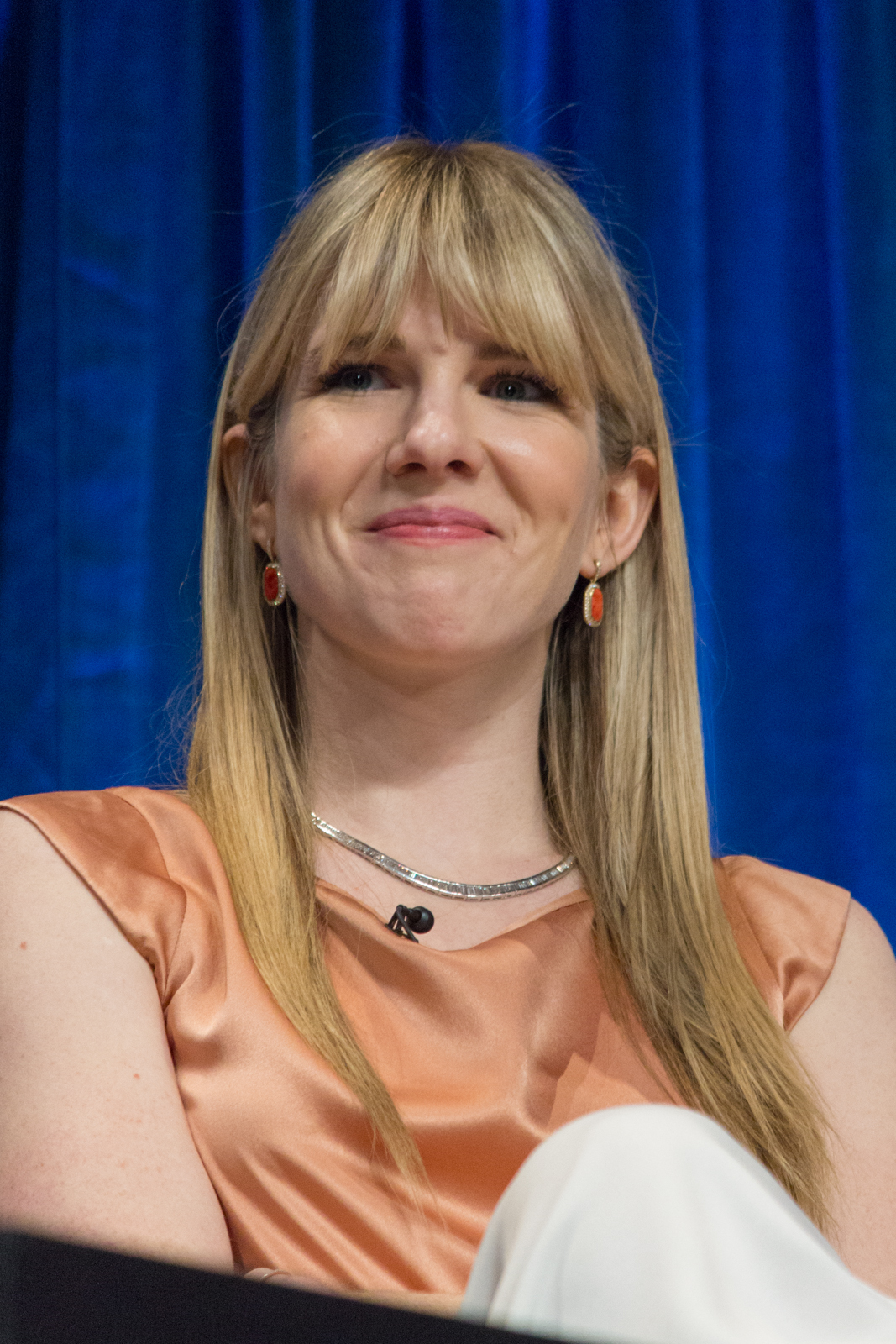
Lily Rabe dans le rôle de Mary Eunice McKee
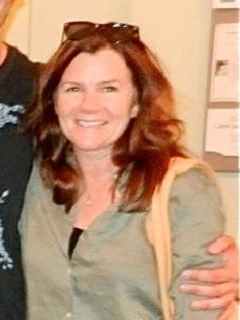
Mare Winningham dans le rôle de Rita Gayheart
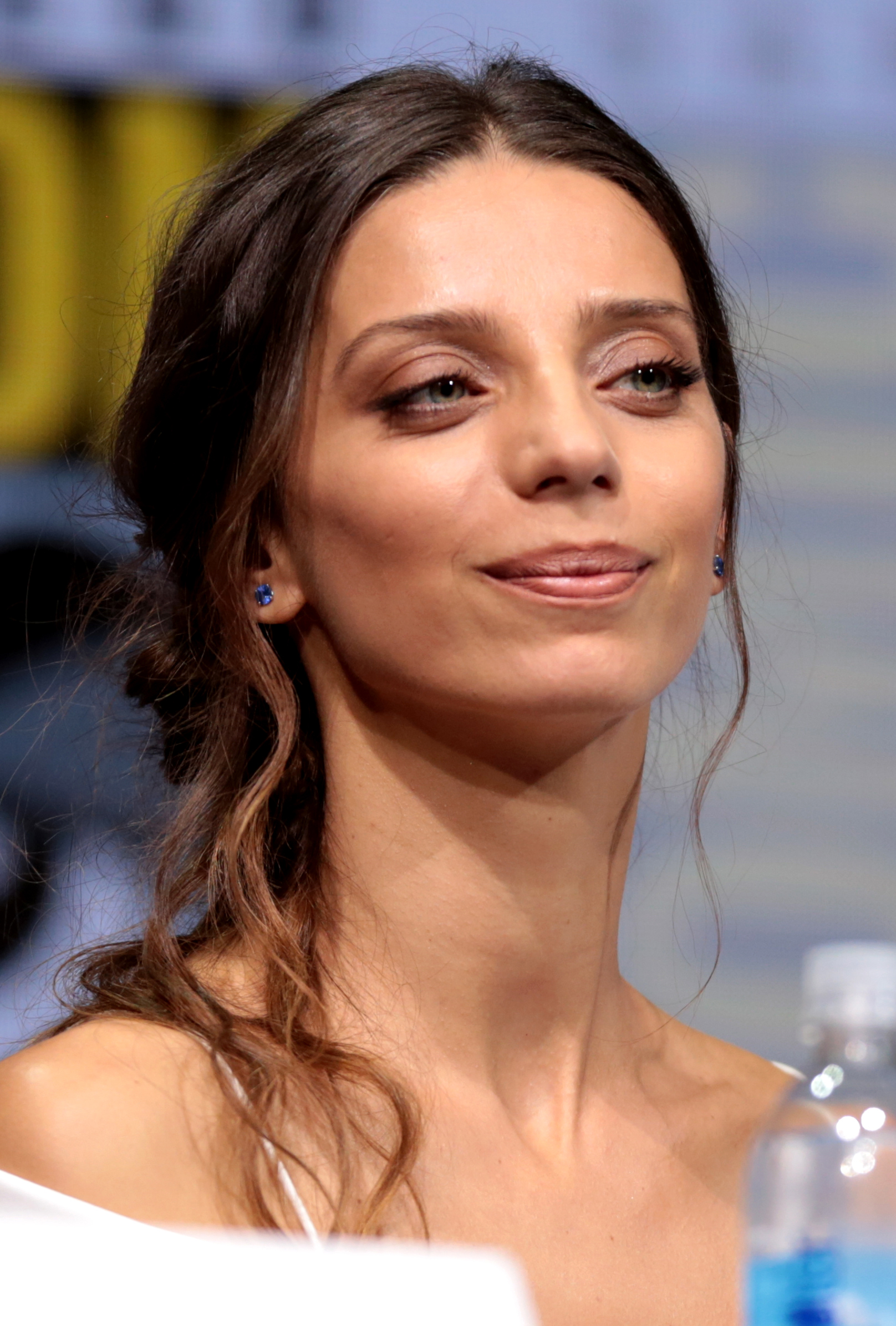
Angela Sarafyan dans le rôle d'Alice
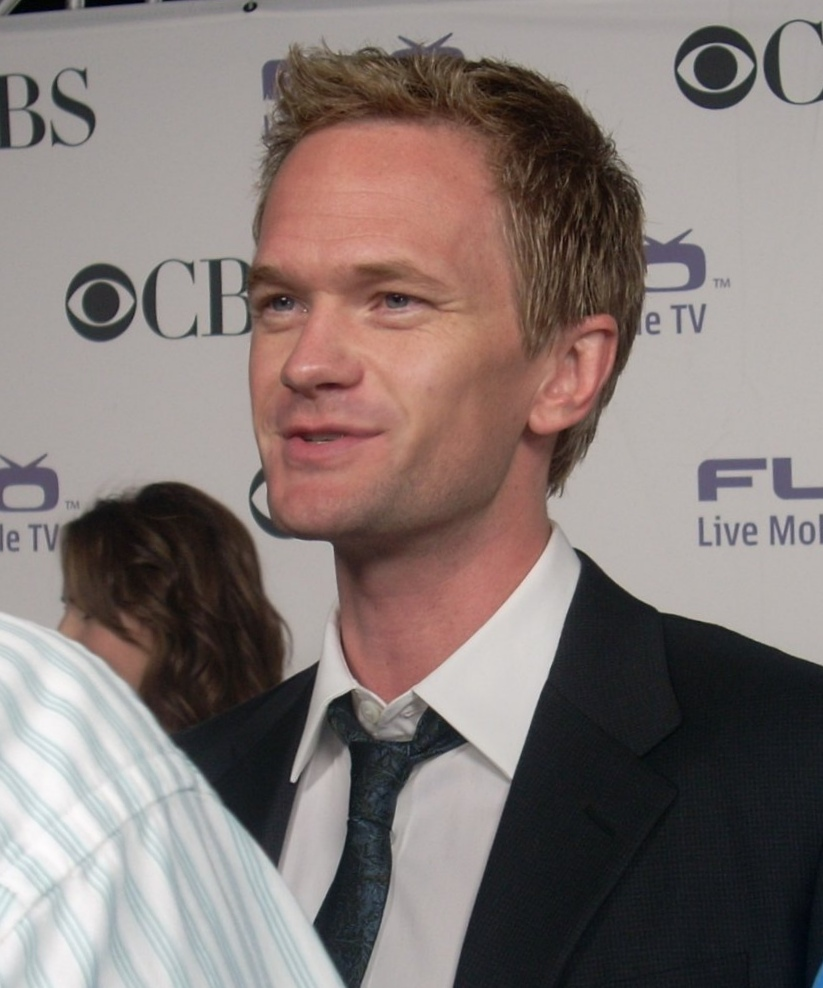
Neil Patrick Harris dans le rôle de Chester Creb
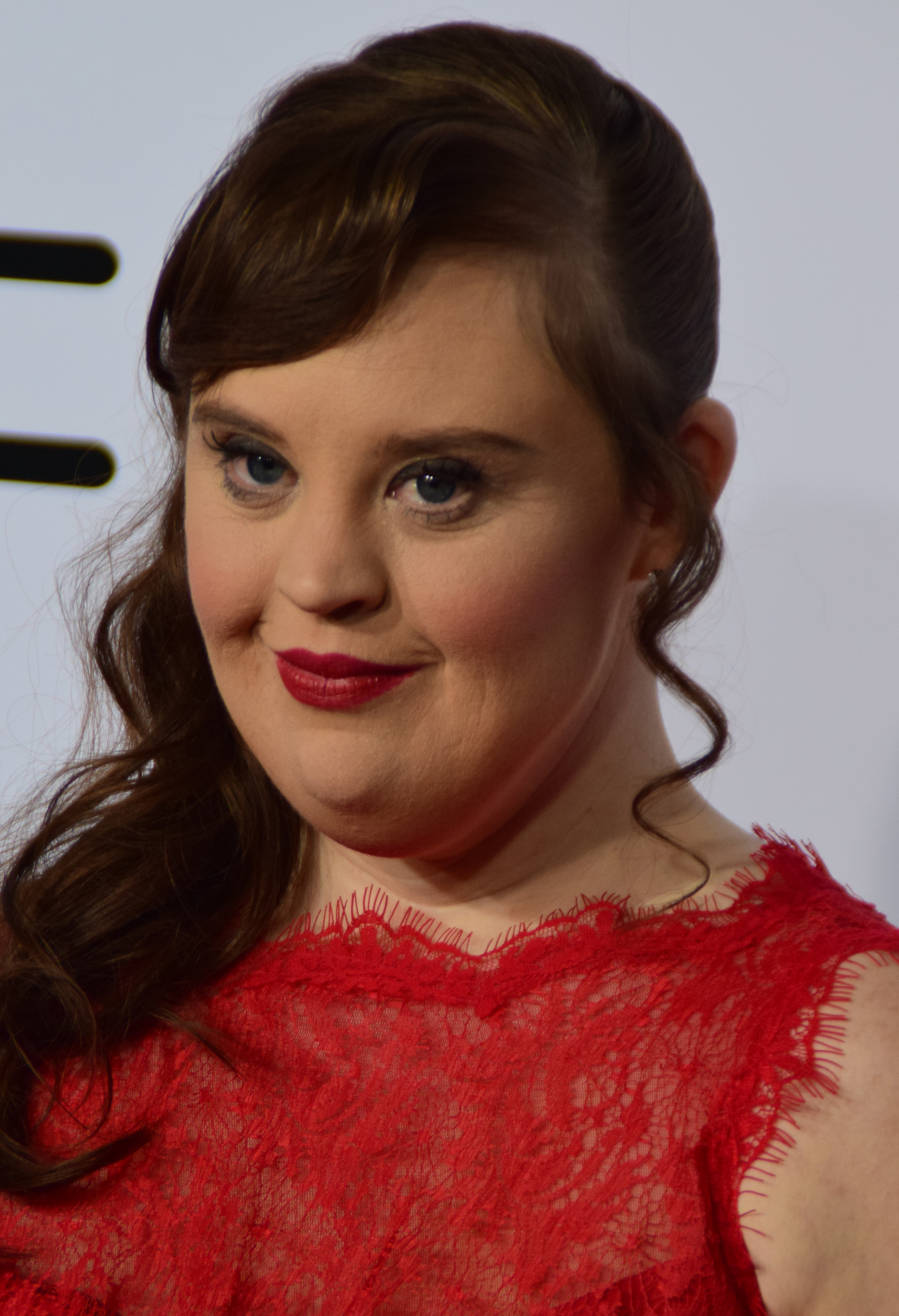
Jamie Brewer dans le rôle de Marjorie

## Liste des épisodes

### Épisode 1:Les Monstres sont parmi nous
- États-Unis /  Canada : 8 octobre 2014 sur FX / FX Canada
- France : 25 avril 2015 sur Ciné+ Frisson
  - 13 juillet 2022 sur Disney+
- Québec : 24 avril 2017 sur AddikTV

- États-Unis : 6,13 millions de téléspectateurs[1]

- John Carroll Lynch : Twisty le Clown
- Grace Gummer : Penny
- Skyler Samuels : Bonnie Lipton
- Naomi Grossman : Pepper
- Jyoti Amge : Ma Petite
- Erika Ervin : Amazon Eve
- Mat Fraser : Paul
- Rose Siggins : Suzi
- Christopher Neiman : Salty
- Major Dodson : Corey Bachman
- Andrew Duplessie : Troy Miller
- Mariana Vicente : Carol
- Ann McKenzie : Eudora Tattler
- Dane Rhodes : Detective Bunch
- Ramona Tyler : Mildred Bachman
- Ben Woolf : Meep
- Thomas Francis Murphy : Mr. Haddonfield

### Épisode 2:Massacres et matinées
- États-Unis /  Canada : 15 octobre 2014 sur FX / FX Canada
- France : 25 avril 2015 sur Ciné+ Frisson
  - 13 juillet 2022 sur Disney+
- Québec : 1er mai 2017 sur AddikTV

- États-Unis : 4,53 millions de téléspectateurs[2]

- John Carroll Lynch : Twisty le Clown
- Skyler Samuels : Bonnie Lipton
- Naomi Grossman : Pepper
- Patti LaBelle : Dora Brown
- Jyoti Amge : Ma Petite
- Tony Bentley : Mr. Hainey
- Kathy Deitch : Ethel Darling (jeune)
- Major Dodson : Corey Bachman
- Erika Ervin : Amazon Eve
- Mat Fraser : Paul
- Edward Gelhaus : Dell (jeune)
- Judd Lormand : Doyle
- Christopher Neiman : Salty
- Rose Siggins : Legless Suzi
- Mariana Vicente : Carol
- Ben Woolf : Meep

### Épisode 3:Edward Mordrake, première partie
- États-Unis /  Canada : 22 octobre 2014 sur FX / FX Canada
- France : 2 mai 2015 sur Ciné+ Frisson
  - 13 juillet 2022 sur Disney+
- Québec : 8 mai 2017 sur AddikTV

- États-Unis : 4,44 millions de téléspectateurs[3]

- Wes Bentley : Edward Mordrake
- Celia Weston : Ms. Hennings (Partie 1)
- John Carroll Lynch : Twisty le Clown
- Skyler Samuels : Bonnie Lipton
- Naomi Grossman : Pepper
- Patti LaBelle : Dora Brown
- Jyoti Amge : Ma Petite (Partie 1)
- Dodie Brown : Mary
- Kathy Deitch : Ethel Darling (jeune) (Partie 1)
- Major Dodson : Corey Bachman
- Erika Ervin : Amazon Eve
- Laura Flannery : Jane
- Mat Fraser : Paul
- Edward Gelhaus : Dell (jeune) (Partie 1)
- Lauren Gobuzzi : Jessie
- Dalton Gray : Mike
- Jerry Leggio : Dr. Bonham (Partie 1)
- Christopher Neiman : Salty
- Rose Siggins : Suzi

### Épisode 4:Edward Mordrake, deuxième partie
- États-Unis /  Canada : 29 octobre 2014 sur FX / FX Canada
- France : 2 mai 2015 sur Ciné+ Frisson
  - 13 juillet 2022 sur Disney+
- Québec : 15 mai 2017 sur AddikTV

- États-Unis : 4,51 millions de téléspectateurs[4]

- Wes Bentley : Edward Mordrake
- Celia Weston : Ms. Hennings (Partie 1)
- John Carroll Lynch : Twisty le Clown
- Skyler Samuels : Bonnie Lipton
- Naomi Grossman : Pepper
- Patti LaBelle : Dora Brown
- Jyoti Amge : Ma Petite (Partie 1)
- Dodie Brown : Mary
- Kathy Deitch : Ethel Darling (jeune) (Partie 1)
- Major Dodson : Corey Bachman
- Erika Ervin : Amazon Eve
- Laura Flannery : Jane
- Mat Fraser : Paul
- Edward Gelhaus : Dell (jeune) (Partie 1)
- Lauren Gobuzzi : Jessie
- Dalton Gray : Mike
- Jerry Leggio : Dr. Bonham (Partie 1)
- Christopher Neiman : Salty
- Rose Siggins : Suzi

### Épisode 5:Petites douceurs
- États-Unis /  Canada : 5 novembre 2014 sur FX / FX Canada
- France : 9 mai 2015 sur Ciné+ Frisson
  - 13 juillet 2022 sur Disney+
- Québec : 22 mai 2017 sur AddikTV

- États-Unis : 4,22 millions de téléspectateurs[5]

- Gabourey Sidibe : Regina Ross
- Matt Bomer : Andy
- Celia Weston : Lillian Hemmings
- Naomi Grossman : Pepper
- Patti LaBelle : Dora Brown
- Jyoti Amge : Ma Petite
- John L. Armijo : le Jardinier
- Erika Ervin : Amazon Eve
- Mat Fraser : Paul
- Neal Kodinsky : Bartender

### Épisode 6:La Cible
- États-Unis /  Canada : 12 novembre 2014 sur FX / FX Canada
- France : 9 mai 2015 sur Ciné+ Frisson
  - 13 juillet 2022 sur Disney+
- Québec : 29 mai 2017 sur AddikTV

- États-Unis : 3,64 millions de téléspectateurs[6]

- Grace Gummer : Penny
- Lee Tergesen : le père de Penny
- Naomi Grossman : Pepper
- Jyoti Amge : Ma Petite
- Erika Ervin : Amazon Eve
- Mat Fraser : Paul

Elsa s'entraîne sur un nouveau numéro : le lancer de couteau sur une cible pour son show à la télévision. Dandy veut épouser les sœurs jumelles. On apprend qu'Elsa a une relation intime avec Paul qui aime et veut vivre avec Penny. Bette est amoureuse de Dandy alors que Dot ne lui fait pas confiance. Paul rencontre Dandy dans un magasin et il s'aperçoit que celui-ci a acheté des pinces à cheveux et des serre-tête en double. Il parle à Jimmy de ce qu'il a vu et aussi du fait qu'il soupçonne Elsa de leur mentir. Dandy raconte aux sœurs que c'est lui qui a sauvé les enfants et la ville du clown. Et en échange il demande aux sœurs de lui raconter un de leurs secrets mais Dot refuse et le traite de menteur, il se met en colère. Stanley veut que Maggie l'aide à tuer Jimmy en l'attirant dans un piège mais elle propose plutôt de tuer la petite indienne, Ma Petite, en la noyant dans un grand bocal.

### Épisode 7:Force brute
- États-Unis /  Canada : 19 novembre 2014 sur FX / FX Canada
- France : 16 mai 2015 sur Ciné+ Frisson
  - 13 juillet 2022 sur Disney+
- Québec : 5 juin 2017 sur AddikTV

- États-Unis : 3,91 millions de téléspectateurs[7]

- Celia Weston : Lillian Hemmings
- Grace Gummer : Penny
- Lee Tergesen : Vince
- Naomi Grossman : Pepper
- Jyoti Amge : Ma Petite
- Erika Ervin : Amazon Eve
- Mat Fraser : Paul
- Christopher Neiman : Salty
- Bubbles Arrigo : Gladys
- Skitch King : Morris
- Sharon Landry : Brenda
- Neal Kodinsky : Bartender

Au début de l'épisode, Jimmy arrive chez Dandy, où il retrouve les jumelles. Il comprend ainsi qu'Elsa les a vendues et il les convainc de rentrer avec lui au Freak Show. Au début réticente car entichée de Dandy, Bette retrouve la raison après avoir découvert que Dandy ne s'est pas gêné pour fouiller dans leurs affaires et qu'il a notamment lu le journal intime de Dot, qui refuse donc de rester dans cette maison plus longtemps. Durant leurs échanges, Jimmy comprend que Dandy est impliqué dans ce qu'il s'est passé la nuit d'Halloween et il devient de plus en plus suspicieux à son sujet. De retour sur le camp, Jimmy s'emporte contre Elsa, mettant en évidence toutes ses actions passées douteuses, notamment la vente des jumelles. Contre toute-attente, Bette & Dot, au lieu de soutenir Jimmy et d'affirmer qu'elles ont été vendues, prennent la défense d'Elsa, témoignant que c'était leur idée depuis le début. Elsa se sent donc redevable envers elles et leur rend visite plus tard afin de savoir ce qu'elles veulent plus précisément en échange de leur silence. 
Parallèlement, les femmes sont en colère contre Dell qui a tenté d'étrangler Amazon Eve dans son sommeil afin de livrer son corps à Stanley, qui le fait chanter après avoir découvert son homosexualité. Finalement c'est Dell qui reçoit une correction d'Amazon Eve. Les femmes le menacent de mort mais Jimmy intervient et affirme qu'il va régler la situation. On retrouve ainsi plus tard Jimmy et Dell dans un bar autour de verres d'alcool. Dell y voit l'occasion d'obtenir le corps d'un freak à livrer à Stanley mais après une longue discussion Jimmy lui avoue, sanglotant, qu'il a toujours su qu'il était son père. Après cela, Dell ne peut envisager de tuer son propre fils, dont il vient seulement d'accepter l'existence. Père et fils rentrent donc réconciliés au camp.
Enfin Penny décide de confronter son père et lui annonce qu'elle va déménager de la maison pour habiter avec Paul, dont elle est amoureuse. Mais son père tient à lui offrir un dernier "cadeau" avant de la laisser partir : il a fait venir un de ses amis tatoueur et ainsi, il lui couvre le visage de tatouages après lui avoir coupé la langue. Devant le visage horrifié et paniqué de Penny, son père conclut, non sans cacher sa joie, en lui disant qu'elle est enfin devenue le monstre qu'elle voulait être.

### Épisode 8:Bain de sang
- États-Unis /  Canada : 3 décembre 2014 sur FX / FX Canada
- France : 16 mai 2015 sur Ciné+ Frisson
  - 13 juillet 2022 sur Disney+
- Québec : 12 juin 2017 sur AddikTV

- États-Unis : 3,3 millions de téléspectateurs[8]

Les dernières disparitions autour du camp éveillent des doutes chez Ethel à propos d'Elsa.
Ethel menace Elsa à l'aide d'un pistolet pensant à tort qu'elle était à l'origine de la mort de "Ma Petite" s'appuyant sur une discussion entendue entre Elsa Stanley. Après lui avoir révélé son secret sur ses jambes, c'est finalement Elsa qui tue Ethel la première et fait passer sa mort, avec l'aide de Stanley, pour un suicide. Jimmy sombre peu à peu dans l'alcoolisme, car il n'arrive pas à accepter la mort de sa mère, dont il ignorait même la maladie. Elsa, elle, n'assiste pas à l'enterrement de sa vieille amie car elle part recruter un autre Freak, Barbara, une femme obèse pesant 400 kg.
Parallèlement, Désirée, Eve, Suzi et Penny s'allient afin de faire payer au père de celle-ci ce qu'il lui a fait. Elles lui versent alors du goudron brûlant sur tout le corps et le recouvrent de plumes. Alors que Penny allait lui donner le coup de grâce, Maggie intervient et lui dit de ne pas faire ça sinon elle deviendra vraiment le monstre que son père voulait qu'elle soit. Après réflexion, Penny décide donc de l'épargner.

### Épisode 9:Vente sanglante
- États-Unis /  Canada : 10 décembre 2014 sur FX / FX Canada
- France : 23 mai 2015 sur Ciné+ Frisson
  - 13 juillet 2022 sur Disney+
- Québec : 19 juin 2017 sur AddikTV

- États-Unis : 3,07 millions de téléspectateurs[9]

Dandy consulte Maggie et ses dons de voyance. Au terme de la consultation, il croit qu'il peut tuer tout le monde car ses actes seraient bons. Il remercie Maggie, qui se retrouve perplexe devant lui, persuadée de l'avoir déjà croisé, ce à quoi il répond qu'il se rappellerait leur rencontre. Mais c'est un mensonge car c'est bien lui qui a tenté de la scier en deux le soir d'Halloween. 
Dandy tue une dame venue voir sa mère et il coud la tête de la visiteuse sur le corps de sa mère afin de  recréer le corps à deux têtes de Dot et Bette. Il se sert de son corps comme marionnette, créant son propre Freak Show. 
Après cela, il avoue à Regina qu'il a tué sa mère ainsi que sa propre mère. Regina va à la police. Elle et un policier arrivent chez Dandy pour l'arrêter. Dandy manipule le policier en lui proposant de travailler pour lui contre beaucoup d'argent, le policier tue Regina sans hésiter. 
Jimmy, complètement ivre mort, n'arrive  plus a procurer du plaisir aux dames chez lesquelles il se rend régulièrement. Il croit même parler à sa mère décédée dernièrement et il finit donc par être congédié. On voit que Dandy a suivi Jimmy jusque chez elles, il rentre après son départ sous un faux prétexte et les tue toutes. Le mari de l'une d'entre elles rentre et fait la macabre découverte: une piscine de sang avec les corps flottants. 
Dell tente de se suicider en se pendant, mais à la dernière seconde, à son dernier souffle, Desiree arrive coupe la corde pour le sauver.
Elsa et Stanley font tout pour tuer les jumelles Dot et Bette en leur faisant croire qu'elles vont subir une opération pour les séparer, on voit d'ailleurs que Stanley forme un jeune garçon pour qu'il mente et se fasse passer pour le médecin célèbre qui a opéré les frères siamois Brody. Peu avant de se faire opérer Bette dit à Dot qu'elle sait qu'elle va mourir mais qu'elle est d'accord, qu'elle veut que ce soit Dot qui survive. Après ce moment touchant entre elles, Dot renonce à l'opération et décide que sa sœur est la seule chose qui compte.
Dot avoue son amour à Jimmy alors qu'il est complètement ivre, ils s'embrassent mais après cela, Jimmy avoue qu'il aime une autre personne. Dot repart donc très malheureuse et Bette triste pour sa sœur.

### Épisode 10:Les Orphelins
- États-Unis /  Canada : 17 décembre 2014 sur FX / FX Canada
- France : 23 mai 2015 sur Ciné+ Frisson
  - 13 juillet 2022 sur Disney+
- Québec : 26 juin 2017 sur AddikTV

- États-Unis : 2,99 millions de téléspectateurs[10]

Salty est décédé et Pepper est malheureuse, Desiree va donc voir Elsa pour lui dire que Pepper va très très mal. Elsa raconte l'histoire de Pepper, qu'elle a trouvée dans un orphelinat car personne ne voulait d'elle et c'est à partir de ce moment-là qu'Elsa a créé sa compagnie. Plus tard, elle se rend compte que Pepper a des pulsions maternelles et c'est pourquoi elle échange la petite indienne (Ma Petite) contre trois packs de Dr Pepper à un Maharadja. Pepper s'occupait de Ma Petite comme si c'était son enfant. Puis Elsa se rend compte que Pepper a une autre envie, celle d'avoir un mari. Elsa appelle donc tous les orphelinats pour avoir un garçon atteint de microcéphalie comme Pepper. Salty et Pepper tombent donc amoureux et se marient. Après qu'Elsa a raconté cela à Desiree, elle lui dit qu'il faut qu'elle retourne avec sa sœur. Alors Elsa accepte et ramène Pepper chez sa sœur, les adieux sont déchirants mais elle doit la laisser chez sa sœur pour qu'elle retrouve sa famille. La sœur de Pepper est quelqu'un de mauvais qui va profiter de Pepper et va la faire passer pour l'assassin de son bébé qu'elle n'aimait pas et qui a été assassiné par le mari de la sœur de Pepper. On voit la sœur de Pepper aller à l'asile se plaindre de Pepper alors qu'elle est gentille et s'occupe de son bébé et se fait même violer par le mari. C'est à ce moment-là qu'on comprend pourquoi Pepper est à l'asile dans American Horror Story Asylum (saison 2), c'est en réalité sa sœur qui l'y a mise alors que Pepper est innocente du crime dont on l'accuse. Elle la fait passer pour une alcoolique, qui maltraite l'enfant et couche avec son mari, se promenant nue dans la maison alors que c'est totalement l'inverse, elle est sage et prend soin de Lucas. Pepper se retrouve donc à l'asile pour avoir tué Lucas. 
Maggie est très contrariée quand Desiree, folle amoureuse de son nouveau copain, vient pour voir l'avenir, elle lui balance tout ce qu'elle a à lui dire et c'est là qu'elle lui révèle qu'elle n'est pas diseuse de bonne aventure et que Stanley n'est pas agent à Hollywood mais un escroc. On apprend que Maggie a été recueillie par Stanley quand elle était jeune et que depuis ils arnaquent tout le monde. Maggie fait croire qu'ils volent juste la recette des spectacles, puis elle l'amène au musée morbide américain et Desiree découvre que tous les morts du Freak Show sont à ce musée (la tête de Salty, Ma Petite, les mains de Jimmy).  
Dot et Bette veulent aider Jimmy qui est en prison en donnant l'argent pour l'opération à Maggie afin qu'elle lui paye un bon avocat, mais Maggie refuse. 

### Épisode 11:Chester, le ventriloque
- États-Unis /  Canada : 7 janvier 2015 sur FX / FX Canada
- France : 30 mai 2015 sur Ciné+ Frisson
  - 13 juillet 2022 sur Disney+
- Québec : 3 juillet 2017 sur AddikTV

- États-Unis : 3,11 millions de téléspectateurs[11]

### Épisode 12:Coupée en deux
- États-Unis /  Canada : 14 janvier 2015 sur FX / FX Canada
- France : 30 mai 2015 sur Ciné+ Frisson
  - 13 juillet 2022 sur Disney+
- Québec : 10 juillet 2017 sur AddikTV

- États-Unis : 2,93 millions de téléspectateurs[12]

### Épisode 13:Épilogue
- États-Unis /  Canada : 21 janvier 2015 sur FX / FX Canada
- France : 30 mai 2015 sur Ciné+ Frisson
  - 13 juillet 2022 sur Disney+
- Québec : 17 juillet 2017 sur AddikTV

- États-Unis : 3,27 millions de téléspectateurs[13]

Dandy, qui a racheté le cirque à Elsa, fait installer aux Freaks de nouvelles affiches afin d'attirer du monde pour son numéro. Mais il découvre bien vite que cela n'a aucun effet et qu'aucun ticket n'a été vendu. Il entre dans une colère folle, blâmant les Freaks et dévoilant ainsi son côté le plus sombre. Ceux-ci ne comptent pas se laisser faire et lui font comprendre que même s'il est le propriétaire du cirque, il ne les contrôlera jamais. Dandy humilié, décide de se venger. Il se prépare pour son grand numéro : après s'être maquillé, il prend son pistolet et tue tous les monstres un à un, en commençant par Paul, Penny, Suzi (la femme sans jambes), Toulouse et Ima. Seule, Désirée parvient à s'en sortir in extremis grâce à Amazon Eve qui se sacrifie pour elle et lui laisse donc le temps de se cacher ailleurs.
Alors que Jimmy revient au camp, complètement guéri, il découvre tous ses amis massacrés et allongés les uns à côté des autres sur la scène sous la grande tente. A ce moment, Désirée sort de sa cachette. Ils tombent dans les bras l'un de l'autre, horrifiés et peinés par l'horreur de la scène. 
Bette et Dot aussi sont plus ou moins saines et sauves : Dandy les a kidnappées. On les retrouve au manoir de Dandy, en pleine cérémonie de mariage. Bette semble ne jamais avoir été aussi heureuse et épouse volontiers Dandy. Après la cérémonie, les jeunes mariés dînent tranquillement autour d'un glorieux festin préparé par les filles. Alors que Dandy boit son champagne, il commence à se sentir mal. On voit alors que les nouveaux employés engagés par les jumelles sont Jimmy et Desiree. Tout cela n'était qu'un traquenard pour se venger de Dandy, qui comprend le plan des monstres juste avant de s'évanouir. Il se réveille, au cirque, enchainé dans une cabine en verre qui se remplit d'eau au fur et à mesure. Avant de mourir, Desirée lui dit que de tous les monstres, c'était lui le pire. Bette lui révèle qu'elle ne l'aime pas, qu'elle le déteste même pour lui avoir enlevé ses seuls amis. Finalement Jimmy, Bette, Dot et Desirée s'assoient en face de la cabine pour le regarder se noyer en mangeant du popcorn. 
Pendant ce temps, Elsa est enfin arrivée à Hollywood et ne perd pas de temps pour chercher à réaliser ses rêves. Elle se rend dans un grand studio où elle demande à rencontrer le directeur, Monsieur Gable plusieurs jours d'affilée. Mais elle est méprisée par la secrétaire qui la fait attendre dans le hall toute la journée. Alors qu'elles se disputent dans le hall, apparait le vice-president du casting, Michael Beck (David Burtka), lui aussi allemand et qui semble prêt à l'aider. 
Dans une vision future, en 1960, on retrouve une Elsa maintenant célèbre mais insatisfaite de sa vie. Pourtant elle est mariée à Michael, possède son émission ‘The Elsa Mars Hour‘ et a même son étoile sur le Hollywood Walk of Fame. Massimo Dolcefino, son vieil ami, lui rend visite. Elle lui propose de s'enfuir avec lui, mais celui-ci lui annonce qu'il est venu lui dire au revoir : atteint d'un cancer des poumons généralisé aux os, il lui reste un mois à vivre. Quelques heures plus tard, elle est confrontée par son mari et le président de la chaine à propos du snuff movie durant lequel elle a perdu ses jambes. Le président lui annonce qu'il va rompre le contrat, mais elle demande seulement à faire sa dernière émission, la spéciale d'Halloween qu'elle s'était d'abord refusée de faire à cause de la tradition de ne pas monter sur scène ce jour afin de ne pas convoquer Mordrake. 
Désespérée, elle espère que ce dernier la tuera et l'emmènera dans sa troupe.

## Production

### Développement
Le 6 novembre 2013, FX a annoncé que la série avait été renouvelée pour une quatrième saison. Ryan Murphy, cocréateur de la série, avait laissé entendre que des indices sur cette quatrième saison avaient été cachés dans les derniers épisodes de la troisième saison. Le 17 mars 2014, il a été révélé que la saison se déroulera dans une fête foraine, d’après le coproducteur exécutif et scénariste, Douglas Petrie. Il a également été révélé que Lange jouera un rôle similaire, esthétiquement parlant, à Marlene Dietrich. Ryan Murphy a indiqué un peu plus tard que la saison se déroulera dans les années 1950, ajoutant : « Historiquement parlant, si vous examinez ce qui s'est passé dans les années 1950, il y a d’autres indices trouvables. C’est une période clé. Nous essayons de faire le contraire de ce que nous avons fait auparavant. D’ailleurs, Jessica Lange a déjà commencé à pratiquer son accent allemand, je suis plutôt excité ! ». Murphy a également précisé que l’inspiration pour la création de cette saison provient de la Monstrueuse Parade de Tod Browning ainsi que du Carnaval des âmes d’Herk Harvey. Cette saison comprend le plus grand plateau de tournage jamais construit pour American Horror Story. À ce propos, Murphy a déclaré : « Nous avons dû construire une ville entière, avec l’intérieur de tous les bâtiments sur le plateau qui est basé sur un énorme terrain vaste. Tout est une question de temps. D’autant que tout repose sur les recherches immaculées entreprises par Mark Worthington, le chef décorateur ».

### Audition
Ryan Murphy a confirmé que Jessica Lange serait de retour pour cette quatrième saison. Elle interprète le rôle d'Elsa Mars, une expatriée d’origine allemande et responsable de l’une des dernières expositions d’êtres humains des États-Unis (Le Freak Show). Elle rêve d'une carrière Hollywoodienne dans le Music Hall. C'est une ex-star allemande qui était très connue pour ses prestations sado-masochistes avec des hommes et qui a perdu ses jambes lors du tournage (forcé) d'un film pornographique.
Kathy Bates est de retour également, ayant décroché encore une fois un rôle principal. Elle incarne le rôle d'une femme à barbe. Elle est la mère d'Evan Peters dans cette saison.
En janvier 2014, Murphy a révélé que Patti LuPone, membre de la distribution de Coven, a été invitée à revenir pour la quatrième saison, ce qui n'aboutira finalement pas. 
Lors d’une entrevue pour The Hollywood Reporter, Sarah Paulson a révélé qu’elle sera de retour pour un rôle principal. Elle interprétera deux personnages à la fois. Les sœurs jumelles siamoises Dot et Bette.
Angela Bassett avait confirmé dans une entrevue pour Access Hollywood qu’elle serait de retour. Elle incarne une femme hermaphrodite à trois seins.
Il a été annoncé lors de l’évènement PaleyFest 2014 que tous les membres de la distribution, présents de manière récurrente, reviendraient pour la quatrième saison dans une « certaine mesure ». Ces membres, ajoutés à la liste actuelle, comprennent Denis O'Hare, Emma Roberts, Gabourey Sidibe et Jamie Brewer. Le personnage joué par Sidibe est décrit comme étant « aisé, s’habillant de façon irréprochable et diplômé de l’École de Barbizon, qui revient en ville pour faire face à une affaire de famille ».
En outre, Michael Chiklis a été contacté pour interpréter le rôle du père du personnage joué par Evan Peters, ainsi que l’ex-mari du personnage joué par Kathy Bates. Il est l'homme le plus fort du monde, Dell. Ryan Murphy a révélé dans plusieurs interviews qu'il voulait Chiklis dans AHS depuis un bout de temps. 
Wes Bentley, vedette du film American Beauty, a été nommé pour apparaître dans deux épisodes dans le rôle d’Eddie, un « bourreau » lié au personnage de Bates. 
Finn Wittrock, acteur du téléfilm américain The Normal Heart, a rejoint la distribution vers la fin du mois de juillet 2014 pour endosser un rôle principal. Il joue le personnage d'un psychopathe et enfant pourri gâté : Dandy.
John Carroll Lynch, acteur du film Zodiac, a été choisi pour dépeindre un antagoniste central durant la saison. C'est lui qui incarnera le mystérieux et dangereux Clown twisty.
Patti LaBelle, lauréate du prix Grammy, a été appelée pour jouer le rôle de la mère du personnage de Sidibe, qui est décrite comme étant une femme de ménage humble ayant du caractère et perçant peu à peu les secrets de Dandy.
Le 13 août 2014, Murphy a annoncé que la plus petite femme du monde, Jyoti Amge, avait rejoint la distribution pour interpréter le rôle de Ma Petite. 
Murphy avait écrit un rôle spécialement pour Leslie Jordan, acteur de Coven, bien qu’il n’ait pu donner suite à cette offre en raison de conflits d’emploi du temps. 
Matt Bomer, un autre acteur du téléfilm The Normal Heart, a été contacté pour apparaître dans quelques épisodes, ayant accepté le rôle d’un jeune gigolo gay et amant de Dell.
Le 11 septembre 2014, il a été rapporté que Naomi Grossman, actrice d’Asylum, fera son retour pour jouer le rôle de Pepper, premier personnage de la série apparaissant ainsi dans plusieurs saisons

### Tournage
Lors de l’évènement PaleyFest 2014, qui a eu lieu au Paley Center for Media, Ryan Murphy a annoncé que le tournage de la saison prendra place une fois de plus à La Nouvelle-Orléans, dans l'État de la Louisiane, aux États-Unis, bien que l’intrigue soit censée se passer à Jupiter, en Floride. La production de cette saison a démarré le 15 juillet 2014. Le pilote long de 63 minutes, a été réalisé par Murphy, cofondateur. Il s’agit de son deuxième projet depuis la réalisation du premier épisode de la première saison d’American Horror Story.

## Commercialisation
Tout comme pour les saisons précédentes, FX a produit une série de bandes-annonces sur la page YouTube de la série. FX a également utilisé le hashtag commercial « #WirSindAlleFreaks », phrase en allemand qui signifie « Nous sommes tous des monstres ».
Une vidéo, intitulée « Fallen Angel » et diffusée en ligne le 13 juillet 2014, a été rapportée par de nombreuses sources d'information comme étant une bande-annonce officielle pour Freak Show. La véracité du document en question — qui montre l’écran titre d’American Horror Story — a ensuite été démentie après que la chaîne FX a confirmé qu’il s’agit d’une fausse bande annonce. Avant la diffusion de cette vidéo, FX n’avait pas encore dévoilé de document officiel concernant la future saison. 
Le premier teaser officiel, intitulé Admit One, a été publié le 20 août 2014. Il a été suivi par plusieurs autres, dont Lick, Spotlight, Caged, Head to Toe, Twisted Smile, Open Wide, Sword Swallow, Sword Girl, Voyeur, Big and Small, Extremes, Peek a Boo, Twisted Swinger, Back to Back, Two Faced, Trapeze, Tweaked Clown, Wrapped, Let It Out, Hand in Hand et Strange Twist. Les chansons exploitées à travers les bandes-annonces sont The Carnival d’Amanda Jenssen et Carousel de Melanie Martinez. L’actrice russe Ania Spiering est apparue dans plusieurs bandes-annonces et affiches promotionnelles pour la saison.

## Accueil critique
American Horror Story: Freak Show a reçu un score Metacritic de 69 sur 100 basé sur 19 avis, avec l’indication « critiques généralement favorables ». Le site Web d’agrégateur de critiques Rotten Tomatoes a rapporté un taux d’approbation de 84 % avec une note moyenne de 7,7/10 basée sur 31 avis. Le consensus du site Internet stipule « Bien que cela puisse éloigner les nouveaux téléspectateurs peu habitués à son étrangeté éhontée, Freak Show apporte toujours des sensations fortes grâce à sa présentation fiable et élégante ainsi qu’à son jeu de distribution ».

## Suite
Il est annoncé fin 2016 par Ryan Murphy que la septième saison de l'anthologie reprendra quelques personnages de Freak Show afin « d'exploiter leurs mythologies de façon plus sombre ». 